# Monnaie de pierre
Vous lisez un « article de qualité » labellisé en 2020.
Pour les articles homonymes, voir FAI, Fei et Rai.

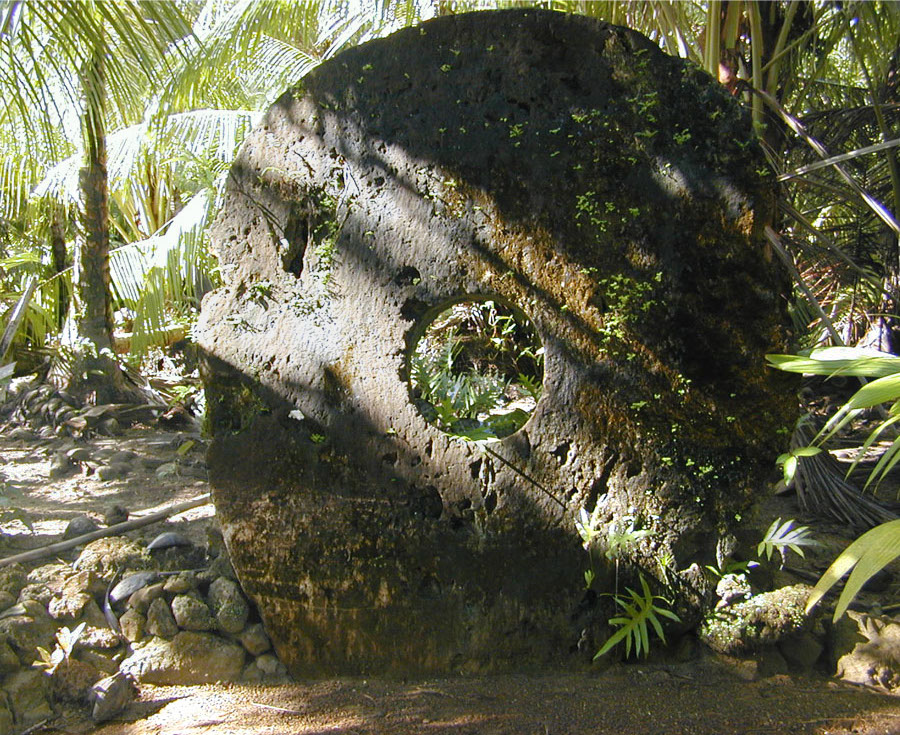
Une grande monnaie de pierre dans le village de Gachpar dans les îles Yap.

La monnaie de pierre, en yap rai, est une monnaie propre aux îles Yap dans les États fédérés de Micronésie prenant la forme d'une pierre ronde et plate, taillée dans de la calcite, de 4 à 350 cm de diamètre, avec généralement un trou en son centre. Extraite dans des carrières aux Palaos, car le matériau n'est pas disponible sur les îles Yap, elle est transportée en bateau ou sur radeau sur plusieurs centaines de kilomètres. Anagumang, personnage légendaire, est, dans les récits yapais, à l'origine de la monnaie de pierre et de sa forme rappelant la pleine lune.
La date d'apparition du rai est inconnue. Elle remonte au début du XVIIIe siècle au moins d'après des témoignages de voyageurs occidentaux. Un récit daté de 1843 rapporte que les monnaies de pierre sont prisées en raison de leur rareté. Dans le dernier tiers du XIXe siècle, la production augmente considérablement grâce à la présence du commerçant américain David O'Keefe qui, moyennant la fourniture d'outils en fer et le transport des pierres sur son bateau, reçoit à bon prix coprah et holoturies. La Première Guerre mondiale met fin à l'extraction à grande échelle. La taille de monnaie de pierre serait encore pratiquée épisodiquement au début du XXIe pour entretenir les savoir-faire.
Le rai est le principal moyen d'échange traditionnel et n'est utilisable que dans le cadre de transactions traditionnelles. Sa valeur résulte de son histoire depuis la carrière jusqu'au dernier échange effectué. Aux considérations esthétiques ou de dimensions s'ajoutent surtout un capital symbolique et culturel associé aux valeurs de souffrance et de difficulté — celles de l'extraction et du transport qui peuvent occasionner blessures et décès —, à celui des noms — le nom de chaque pierre, le nom de ceux qui les ont possédées, le nom des terres dont les chefs qui régissent les échanges de monnaies tirent leur légitimité — et enfin aux échanges.
Nombre de monnaies de pierre sont établies en bordure de terrains appelés malal, centres de pouvoirs destinés à la pratique de la danse, aux échanges de cadeaux entre les villages et aux réunions de chefs de village.
La monnaie de pierre et les témoignages ethnographiques la concernant ont été largement utilisés par les économistes pour l'identifier comme un exemple de monnaie fiduciaire sans actif (fiat money) et la considérer comme un analogue de l'étalon-or. Ce n'est qu'en 2005 que Dror Goldberg dénie l'existence de monnaies fiduciaires sans actif et rappelle que les monnaies de pierre ont une valeur pour elles-mêmes. Le système monétaire de la monnaie de pierre a également servi de fondement pour remettre en cause des certitudes établies sur le sujet de la monnaie. Récemment, la monnaie de pierre a été proposée comme un antécédent du Bitcoin.

## Dénomination
Les monnaies de pierre ont été nommées rai dans le nord des Îles Yap et fei au sud. Les translittérations rei, ou fai sont également connues. Aux Palaos, la monnaie est nommée palan.
Le mot fei et ses dérivés n'est plus utilisé depuis au moins la seconde moitié du XXe siècle, ce terme signifiant "face" dans les îles extérieures de Yap d'après Cora Gilliland. En 1963, Inez de Beauclair rapporte que « la désignation fei est détestée par les habitants des régions du nord, qui la considèrent dérivée du mot ulithi pour les rapports sexuels. Au sud, une histoire assez douteuse explique l'origine du mot au sens ulithi » - l'ulithi étant une langue de Micronésie.

## Description physique

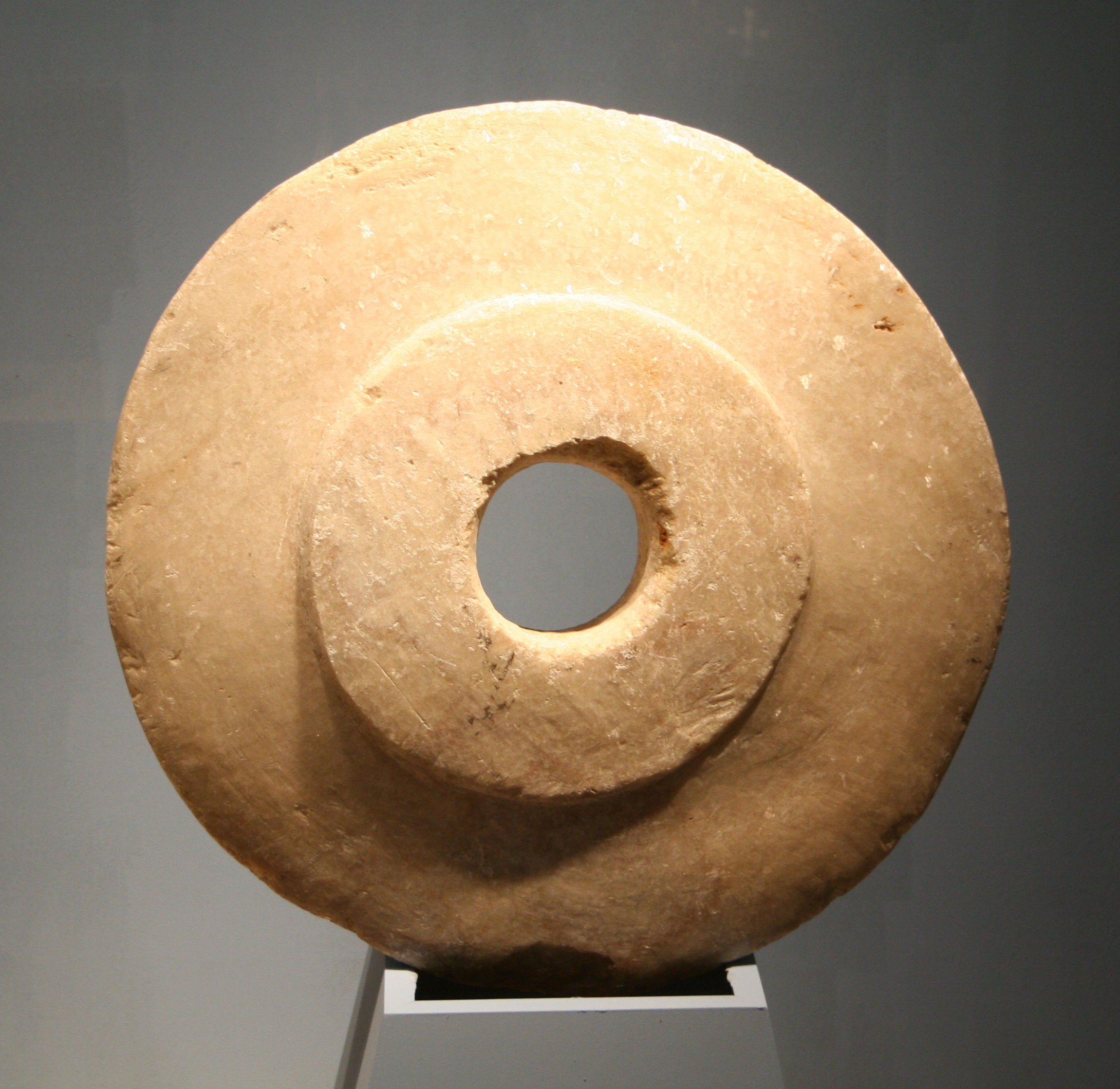
Monnaie de pierre au Musée d'ethnologie de Hambourg.

Les pierres des îles Yap sont approximativement rondes, souvent très ovales pour les plus grandes et plus récentes, plates et semblables à des meules courantes,,. Une monnaie bien travaillée diminue d'épaisseur du centre vers la périphérie. Sa surface est lisse ou comporte à partir du centre un ou deux gradins,. Un trou en son milieu compte pour environ un sixième du diamètre. Quelques pierres présentent deux trous de part et d'autre du centre. Lorsqu'une pierre nécessite d'être transportée, le ou les trous permettent le passage d'un tronc ou d'un bambou suffisamment épais pour supporter le poids de la pierre, posé sur les épaules d'hommes,. La taille est mesurée localement, selon le plus grand axe, en brasse, en empan et en doigt (l'index),. Elle varie de 4 à 350 cm de diamètre, mais est généralement comprise entre 30 et 50 cm.
Les pierres ont été extraites de carrières aux Palaos. Elles ont été fabriquées dans de la calcite, et non de l'aragonite comme il est souvent avancé. Elles sont généralement de couleur claire, stratifiées ou en bandes, avec un éclat brillant en raison de leur texture cristalline généralement grossière de gros cristaux de calcite. Les pierres les plus recherchées et aussi les plus difficiles à travailler comportent des bandes brunes et blanc laiteux. Soumises aux intempéries tropicales, elles deviennent d'un gris sale, rugueuses et couvertes de mousse, mais ne perdent pas pour autant leur valeur.

## Histoire
Les origines factuelles de l'argent de pierre ont disparu et ne survivent que sous forme de récits légendaires.

### Les légendes des origines

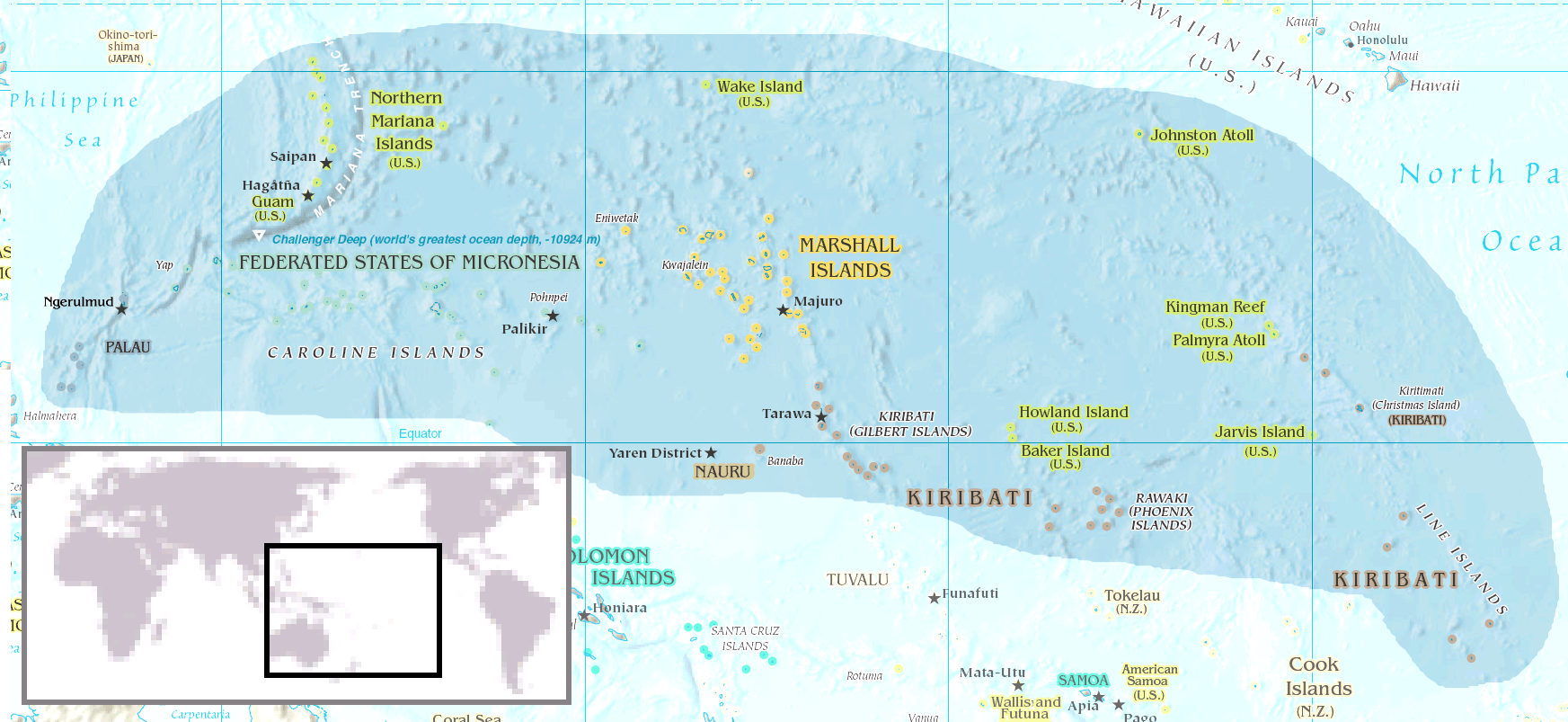
Localisation des îles Yap et des Palaos (à l'extrême-gauche de la carte) dans le paysage politique actuel en Océanie.

Plusieurs légendes ont trait à l'origine de la monnaie de pierre. Une histoire yapaise rapporte qu'un homme de Yap, Anagumang, instruit par la divinité Le-gerem prend avec lui sept hommes — un nombre parfait dans la tradition yapaise — et les emmène dans l'île mythique de Magaragar au sud des Palaos où ils trouvent une pierre brillante. Ils la travaillent d'abord sous la forme d'un poisson, puis essayent le croissant de lune et enfin la pleine lune. Cette dernière forme est approuvée par la divinité et les Yapais la jugent parfaite après y avoir pratiqué un trou central. Le symbole de la lune et de ses stades est souvent présent dans les histoires yapaises. Dans d'autres versions, la forme d'un lézard ou d'une tortue est également essayée ou bien la forme est directement obtenue. Selon une variante, les Yapais ont également trouvé sur place en abondance des valves de coquillages nacrés qu’ils adoptent comme un autre moyen d'échange (le yar), et des valves de coquillages de l'espèce Tridacne géant utilisés pour faire des pilons de cérémonie (le Ma),.
Un autre récit rapporte que la première expédition aux Palaos, œuvre de Fatha'an, originaire de Rull, et de Anagumang, habitant Tomil, a pour objectif de trouver des moyens d'échanges. Ils estiment que la pierre qu'ils ont trouvée sur l'île légendaire de Ngermdiu, après plusieurs essais de forme, et l'ouverture d'un trou central pour le passage d'un poteau pour la transporter, convient. Anagumang incite Fatha'an, qui a fini de tailler ses pierres en premier, à retourner aux îles Yap. Pressentant que Anagumang prépare un mauvais coup, il fait mine de partir et se cache non loin. En effet, quelques jours plus tard, un typhon invoqué grâce à la magie par Anagumang balaie l'océan. Fatha'an attend que Anagumang soit en haute mer et invoque lui-même un typhon pour engloutir ou séparer les radeaux transportant les pierres et les canoës véhiculant les hommes. Malgré tout, Anagumang parvient à ramener quelques pierres à bon port. Fatha'an rapporte les siennes et récupère en cours de route quelques-unes de celles de son rival retrouvées isolées en mer sur leurs radeaux.
D'autres légendes racontent que la découverte des carrières est le fruit du hasard. Un groupe de pêcheurs emporté par une tempête atteint accidentellement les Palaos,. D'après un premier récit, leur chef Anagumang ordonne à ses hommes de couper la pierre en une forme de poisson, mais celle-ci étant insatisfaisante — probablement parce qu’elle était difficile à transporter —, ils sculptèrent des morceaux en forme de pleine lune et les perforèrent pour y passer un tronc pour l'acheminement, chaque extrémité reposant sur les épaules d'un homme. Un autre récit rapporte que les pêcheurs sont originaires de Rull aux Îles Yap et la pierre qu'ils ramènent a la forme d'un poisson. Lorsqu'ils se présentent devant le roi, ils lui donnent la pierre et déclarent qu'ayant presque perdu la vie alors qu'ils attrapaient du poisson pour lui, le poisson de pierre devrait être acceptable pour le roi et considéré comme plus précieux que d'autres trésors yapais. Le terme rai est un homonyme pour le mot baleine, peut-être en référence à ce récit.
Sur la base des récits légendaires, Scott M. Fitzpatrick estime que les premiers voyages vers les Palaos ont eu lieu dans les années 1400 ou 1500.

### Les premiers témoignages archéologiques, historiques et ethnographiques
Pour Wilhelm Muller et Inez de Beauclair, l'apparition de l'argent de pierre doit pour partie résulter de réminiscences anciennes concernant d'autres types de monnaies,.
En 1909, l'anthropologue allemand Wilhelm Muller apprend que pour ne pas dépendre des carrières des Palaos, deux sites sur le territoire du village de Talangeth sur l'île de Map dans les îles Yap ont fait l'objet de tentatives pour extraire des monnaies de pierre. Sur place, Muller identifie la pierre comme étant du quartz. Les cinq pierres produites dateraient du chef Givai, premier d'une lignée de sept chefs s'achevant avec le chef actuel. Les travaux auraient été arrêtés à peine commencés, un clan ennemi ayant lancé un sort qui a corrompu la pierre. L'extraction remonterait donc aux environs de 1700 d'après le savant allemand. L'ethnologue Cora Lee C. Gillilland doute de ce calcul et souligne la présence du chiffre sept, chargé de symbolique chez les Yapais. Le numismate Robert D. Leonard estime toutefois qu'une telle date n'est peut-être pas si fausse. Une tentative non datée de taille d'une monnaie à partir d'un petit affleurement de marbre a pu être mise en évidence au début du XXIe siècle. Bosiljka Glumac et Scott M. Fitzpatrick proposent que « la couleur blanche, la texture cristalline et le lustre brillant du marbre local calcitique relativement rare peuvent avoir inspiré les Yapais à chercher des matériaux similaires ailleurs ».
Des fouilles réalisées sur les îles Yap ont fourni, de l'avis de Robert D. Leonard et Cora Lee C. Gillilland, de possibles précurseurs des monnaies de pierre,. Des opérations archéologiques menées en 1956 ont fourni un disque en phosphate non perforé de 3,4 cm de diamètre pour 0,3 à 0,5 cm d'épaisseur dans un contexte pour lequel une datation par le carbone 14 donne 1 636 ± 200 ans. Un autre disque plus gros dans une variété de calcite de 11,2 cm de diamètre, toujours non perforé, est issu d'un niveau pour lequel une datation radiocarbone fournit la date de 1 756 ± 200. Cette dernière pièce est pour Robert D. Leonard peut-être le plus ancien exemplaire datable de monnaie de pierre. Toutefois, pour les fouilleurs, de tels morceaux ne peuvent être qualifiés de monnaie de pierre car ils pourraient résulter de la taille de coquilles, la formation du phosphate et de la calcite se produisant à la fois dans le cadre de processus inorganiques et organiques.

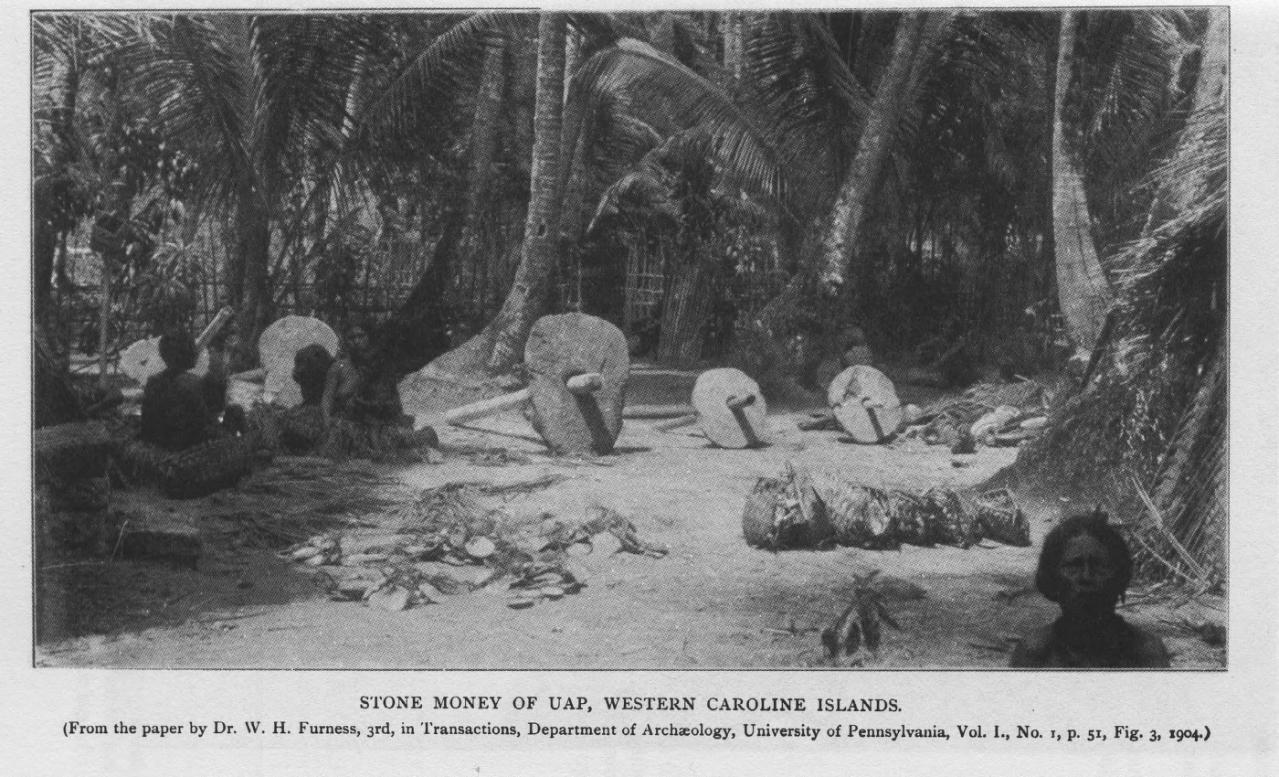
Monnaies de pierre aux îles Yap sur leur tronc, prêtes au transport, 1903.

Quelques documents du XVIIIe siècle ou du début du XIXe siècle mentionnent, à travers le brouillage des incompréhensions et confusions, des monnaies de pierre. Dans une lettre écrite par le père jésuite Juan Antonio Cantova le 20 mars 1722, à Guam, celui-ci rapporte qu'un Yapais déclare que son île possède des mines d'« argent » mais que les habitants n'en extraient que de petites quantités par manque d'outils métalliques. Lorsqu'ils trouvent un morceau, ils tentent de l'arrondir et le donnent au chef des îles Yap, lequel en a assez pour s'en servir pour un trône,. Dans leur voyage dans les mers du Sud en 1815-1818, le russe Otto von Kotzebue et le naturaliste franco-allemand Adelbert von Chamisso mentionnent que les îles Yap produisent des « pierres à aiguiser », que les « îles basses de l'Est » se procurent. Aux îles Yap, elles sont utilisées pour les trônes des chefs, un bloc formant le siège et un autre le dossier.
Le journal du capitaine Andrew Cheyne, capitaine du brick Naiad, à la date du 23 août 1843, est la première référence claire à de la monnaie de pierre. Le bateau transporte une délégation d'un chef des Palaos, Abba Thule, chargée de transmettre en cadeau diplomatique une monnaie de pierre au « premier ministre » des îles Yap accompagné des chefs de Tomil. Elle est décrite comme une pierre ronde de deux pieds de diamètre (61 cm), avec un trou au centre, semblable à une petite meule courante. Andrew Cheyne mentionne que « ces pierres sont très rares, et par conséquent très prisées, car elles ne se trouvent que dans les montagnes des îles Pallou » (Palaos). Lors de l'échange du cadeau, qui se déroule à bord, la pierre est définie comme un « présent d'argent »,. Bien qu'observateur averti, Andrew Cheyne ne mentionne pas d'autre monnaie de pierre lorsqu'il débarque à terre. Son agent Alfred Tetens note dans ses mémoires, en 1862-1863, que bien que les îles Yap soient hostiles aux Palaos, les Yapais doivent y venir pour préparer les grandes pierres qui leur servent d'argent et obtenir le consentement du roi Abba Thule pour les emporter. En 1865, il transporte dix Yapais rentrant chez eux avec les pierres qu'ils ont taillées, vingt gros morceaux et plusieurs de la taille d'un thaler pour servir de petite monnaie.

### Les influences européennes

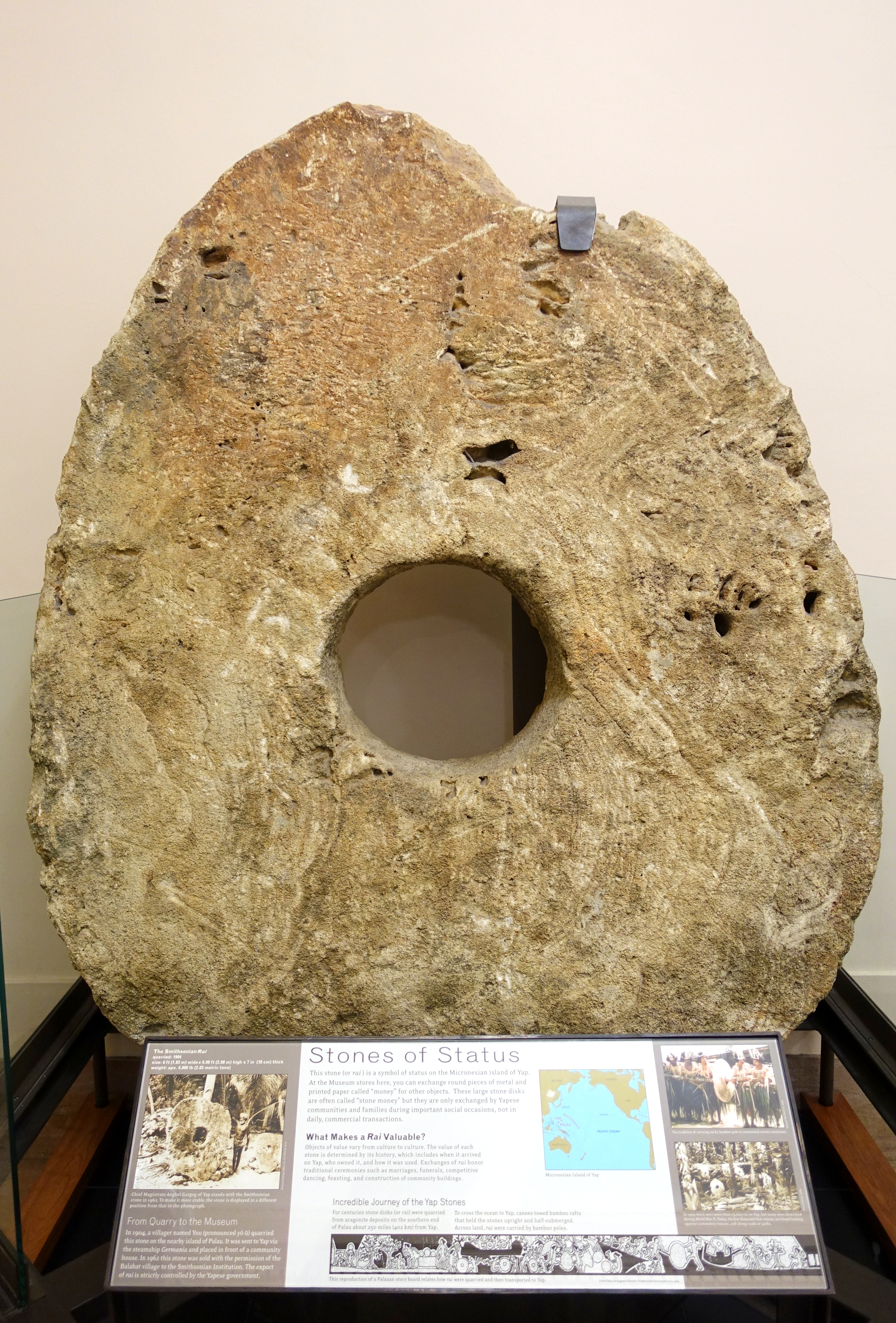
Monnaie de pierre extraite en 1904 aux Palaos et conservée au Musée national d'histoire naturelle des États-Unis.

La présence européenne s'intensifie progressivement à partir du milieu du XIXe siècle dans la région. Elle permet l'acquisition de quelques outils métalliques et de tabac, mais les Yapais restent très attachés aux traditions et ne sont pas de bons clients pour les nouveaux produits qui leur sont proposés,. Un tournant majeur est constitué par l'arrivée du commerçant américain David O'Keefe. Seul survivant de l'échouage de son navire sur des récifs à proximité des îles Yap en 1871, il est recueilli et soigné par la population locale. Au début de l'année 1872, il regagne Hong Kong où il se procure un premier navire et revient aux îles Yap. Ayant observé que les « méthodes traditionnelles européennes » ne motivent pas les Yapais à travailler, mais qu'ils sont fortement intéressés par les monnaies de pierre, il conclut un arrangement avec eux. Il transporte les insulaires jusqu'aux Palaos et leur fournit des outils en fer — Certains ont d'ailleurs été retrouvés lors de fouilles archéologiques — puis les ramène chez eux avec les pierres, ce qui réduit considérablement les dangers et facilite grandement l'extraction. En échange, David O'Keefe reçoit du coprah, des concombres de mer, ou obtient le service de Yapais qu'il transporte jusqu'aux îles Mapia en Indonésie pour la culture du coprah. Il revend ensuite ces marchandises en Extrême-Orient,. Cet arrangement, qui fait le bonheur des deux parties, dure jusqu'en 1901,, lui permet de faire fortune et conduit les Yapais à se tourner vers la production intensive de coprah et la pêche massive de concombres de mer,. Daniel O'Keefe n'est pas le seul dont les bateaux sont utilisés pour le transport des monnaies de pierre. D'autres navires sont parfois chargés de pierres. En 1883, un bateau anglais récupère ainsi une monnaie de 2,85 m pour 4,5 tonnes. En 1899, l'année suivant l'acquisition par l'Allemagne des îles Carolines à l’Espagne, le gouvernement allemand interdit aux Yapais les voyages entre îles dans l'espoir, selon l'anthropologue Fran Defngin, de mettre en péril le monopole de Daniel O'Keefe et d'aider les commerçants allemands à réussir leurs activités commerciales sur les îles Yap. Daniel O'Keefe aurait alors initié l'acquisition de pierres à Guam. Les Allemands font de même et ramènent de Guam sur un navire des carriers et leur production sur les îles Yap. La portée de l'interdiction devait être limitée puisque des navires allemands transportent peu de temps après des pierres depuis les Palaos. L'extraction de pierre à grande échelle cesse avec le déclenchement de la Première Guerre mondiale. Un navire allemand envoyé aux îles Yap pour y chercher les carriers n'a pas le temps d'attendre ceux qui se trouvaient dans des carrières dans les hauteurs des îles, ni même la possibilité de transporter la lourde charge de pierres taillées. Au début des années 1960, les Yapais restés aux Palaos y vivent encore et certains y ont fait souche. Des monnaies restées sur place ont servi dans le cadre de transactions monétaires.
L'afflux de monnaies de pierre consécutif aux transports européens aboutit à un pic d'inflation et cause une chute de sa valeur, conséquence d'une perte de confiance dans les attentes de valeur future. L'accroissement de la disponibilité et de la fréquence des transports qu'offrait son entreprise ont donné à l'individu yapais une chance de devenir propriétaire, perturbant ainsi le modèle économique traditionnel de diffusion des avoirs du sommet vers la base plus large de la société. La monnaie de pierre obtenue avec l'aide de O'Keefe vaut moins que celle de petite taille obtenue auparavant avec des moyens traditionnels. C'est encore le cas au début du XXIe siècle,,.
Autour de 1900, les autorités allemandes souhaitent améliorer la viabilité des chemins qui parcourent les îles Yap qui, en l'état cependant, conviennent aux Yapais. Pour les y obliger, les principaux chefs yapais sont soumis à une amende et un homme est envoyé pour marquer avec un morceau de bois noir certaines des pierres les plus précieuses pour en montrer la revendication par le gouvernement allemand. Les Yapais se mettent alors aussitôt au travail afin que les marques soient effacées. Cette saisie de pierres et des destructions durant l'occupation japonaise ont pu occasionner une perte de confiance dans la valeur du rai et un phénomène d'inflation.

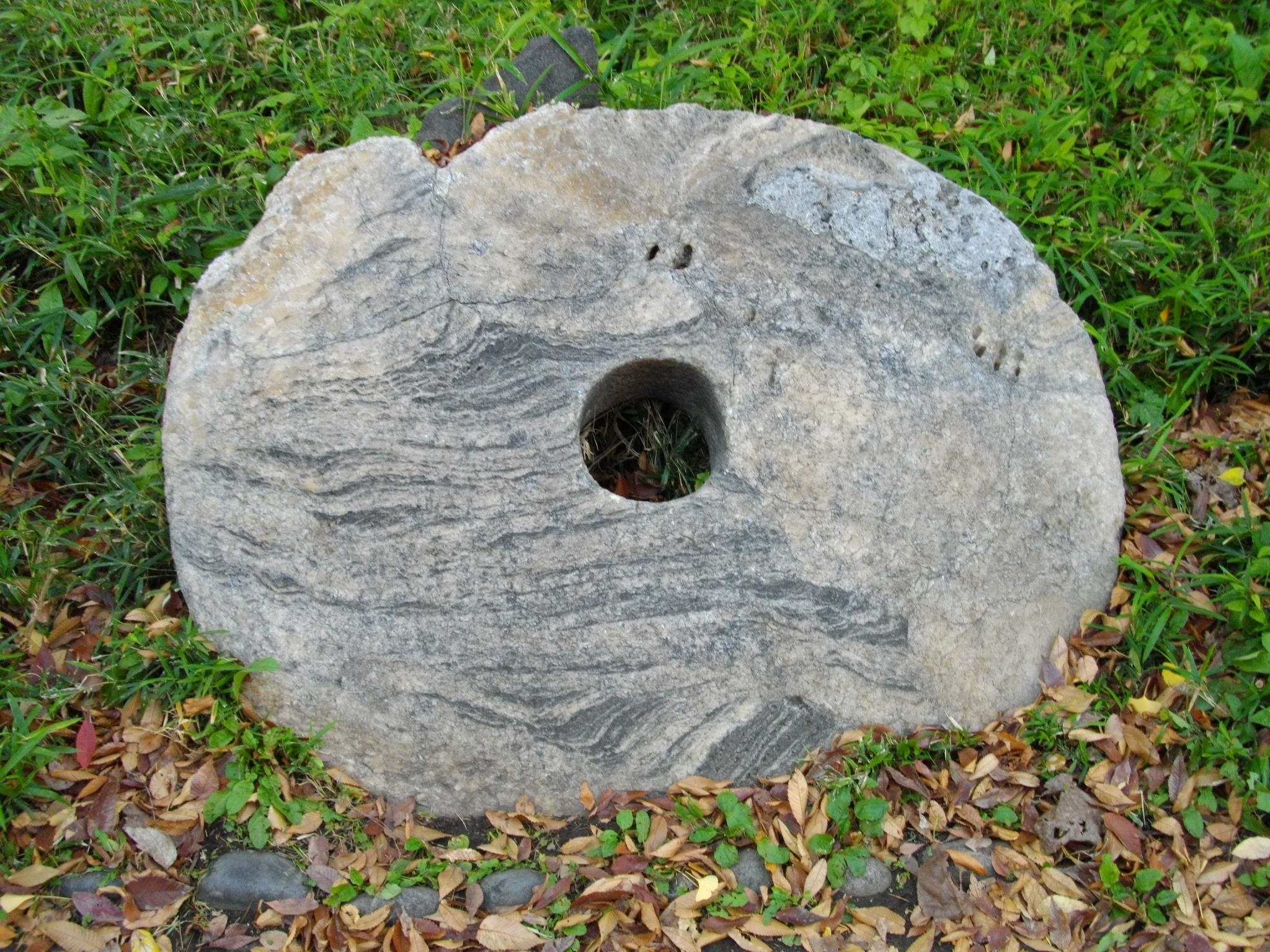
Monnaie de pierre à l'Hibiya Park à Tokyo, ramenée en 1925 au Japon.

En effet, dans les années 1930, durant l'occupation japonaise, 13281 pierres sont décomptées, mais la présence militaire et les préparatifs à la défense des îles Yap dans le cadre de la Seconde Guerre mondiale occasionnent de nombreuses pertes, bien plus que les attaques américaines. Des pierres sont cassées et utilisées comme matériau pour faire des routes ou un mur de défense, servent d'ancre, ou sont écrasées et cassées sans motifs par les soldats japonais, en particulier celles appuyées contre les plates-formes des maisons dont l'armature en bois est récupérée pour servir de bois de chauffage,,. Avec le temps également, des pierres se sont retrouvées enterrées par les cyclones tropicaux, le nom de leur propriétaire s'est perdu en raison de la disparition des personnes âgées, mémoire des traditions, ou à cause de déplacements forcés de population par les occupants. D'autres pierres ont été données ou vendues à des étrangers, notamment du personnel militaire et civil américain. Environ 6 600 exemplaires pourraient être présents sur les îles Yap en 1965.

## Extraction et transport des pierres jusqu'aux îles Yap

### Nature des expéditions
Pendant longtemps, les expéditions ont été organisées par de jeunes hommes d'un village, au nombre de plusieurs dizaines par voyage, qui avec l'autorisation de leur chef ou sur l'ordre de celui-ci, partaient de Yap extraire des monnaies aux Palaos. Leur absence peut durer plusieurs années et certains y perdent la vie lors des opérations à terre ou du voyage en mer. Au retour d'une expédition, l'argent est acquis, contre des paniers de taro, par la communauté villageoise et le chef, lequel garde pour lui les plus gros morceaux et les deux cinquièmes des plus petits. Au début du XXe siècle, avec les facilités de transport offertes par les navires européens, l'engouement pour l'extraction de monnaies de pierre s'est accru et de nombreux Yapais sont partis ou ont envoyé quelqu'un pour leur propre compte,.

### Autorisation d'accès aux carrières

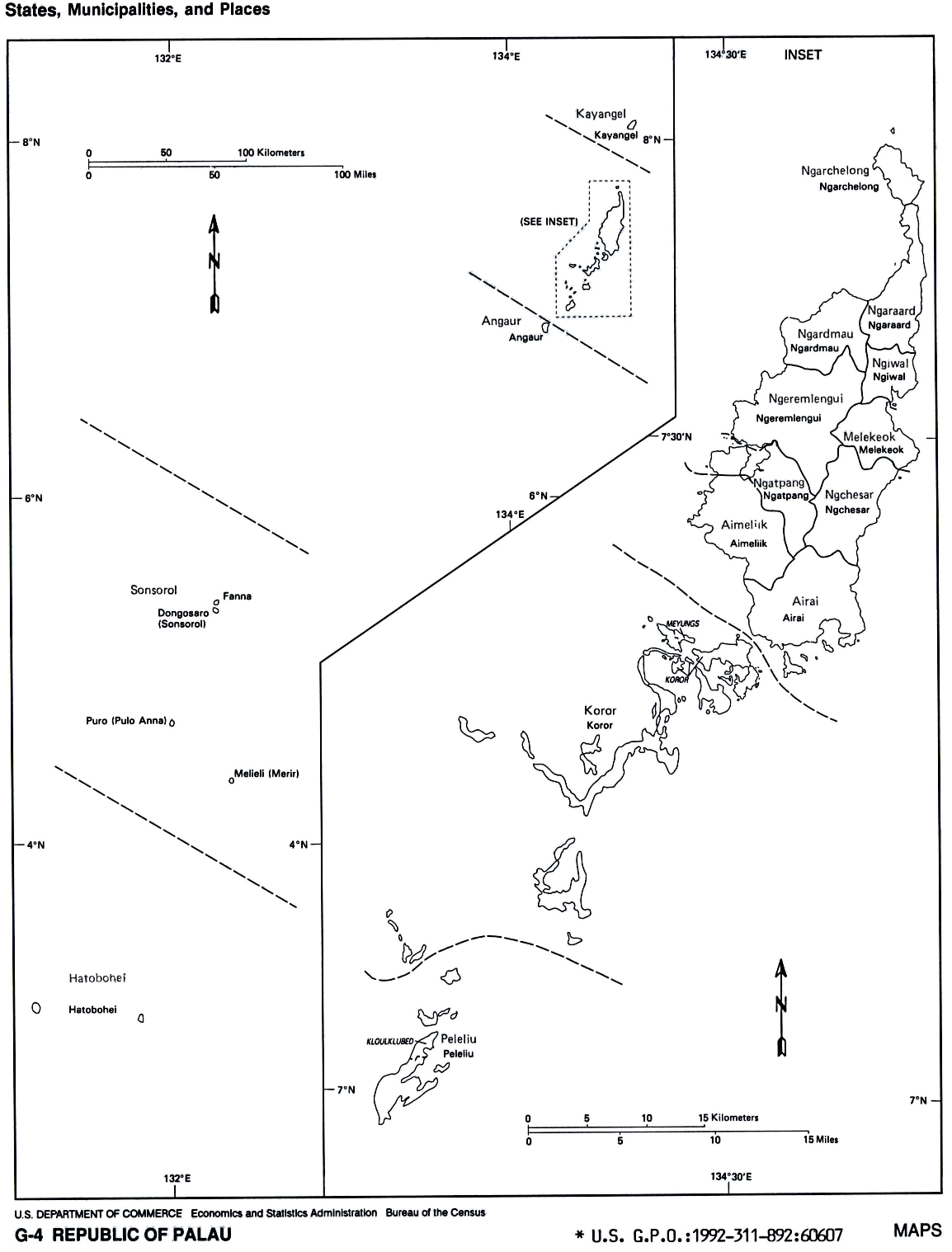
Carte des États des Palaos.

Dans le dernier tiers du XIXe siècle, lorsque les Yapais abordent les Palaos, ils n'arrivent pas en terrain conquis. Il devait en être autrement auparavant d'après Cora Lee Gilliland qui interprète le cadeau, en 1843, d'une monnaie de pierre à un grand chef yapais par le chef paluan Abba Thule comme le témoin de relations au statut différent. Au début des années 1870, le naturaliste d'origine polonaise Johann Kubary, présent sur place, constate lors de la venue de Yapais qu'ils « ont été traités avec dédain, car à part leurs capacités personnelles, ils n'ont apporté avec eux que la faim ». Autorisés à se rendre dans les carrières, ils sont tenus, pour la nourriture occasionnelle qui leur est offerte, de ramasser du bois de chauffage, de transporter de l'eau, de construire des barrages à poissons et de tenir les emplois de devins, médecins et sorciers. L'autorisation de travailler dans les carrières peut être obtenue avec des perles en verre, système monétaire alors en vigueur aux Palaos. En 1903, l'allemand Arno Senfft écrit que « la large rue pavée de l'île de Koror aux Palaos n'a pas été construite par les habitants de Koror mais par les Yapais comme moyen de paiement pour obtenir l'autorisation d'exploiter une carrière afin de fabriquer de la monnaie ». Arno Senfft constate que les Yapais amènent comme moyen d'échange de la teinture jaune préparée à partir des rhizomes de Curcuma, d'importantes quantités de noix d'arec et de feuilles de poivrier.

### Localisation des carrières

Carrière de monnaie de pierre de l'île de Railmig (1909-1910).

D'après le témoignage d'un Paluan autour de 1900, aux Palaos, les Yapais auraient commencé à extraire la pierre sur une petite île nommée Magaragar et non pas sur la grande île de Peleliu, à proximité, car ils auraient eu peur d'y venir. Magaragar est mentionnée dans une légende sur l'origine de la monnaie de pierre,. Au tout début du XXe siècle, les Yapais travaillent beaucoup plus au nord, sur l'île de Malakal et en face d'Airai, sur de petites îles dont « Railmig » et Orrak,. Les carrières d'extraction de la monnaie de pierre connues par l'archéologie au début du XXIe siècle sont localisées dans des îles calcaires entre la frange sud de Babeldaob et le nord de Koror.

Habitations des carriers de monnaie de pierre sur l'île de Railmig (1909-1910).

Un témoignage daté de 1882 rapporte la présence simultanée de plus de 460 ouvriers yapais aux Palaos. L'année suivante, pas moins d'une centaine sont encore présent. La population des îles Yap est en 1899 de 7 808 habitants. Plusieurs pierres sont produites chaque semaine à la fin du XIXe siècle et au début du XXe siècle. Au début du XXIe siècle, quelques pierres sont de temps à autre extraites pour conserver les compétences des générations passées.
Quatre carrières paluanes au sud de l’État d'Airai,ont été l'objet d'investigations archéologiques, Chelechol ra Orrak et Omis Cave sur la côte des îles Orrak et Koror, sites occupés antérieurement à la venue des Yapais, Metuker ra Bisech et Upper Orrak, à une altitude plus élevée des îles Garreru et Orrak. Toutes ont livré des déchets d'extraction de la pierre, des monnaies de pierre inachevées ou cassées, plus rarement terminées, des aménagements en pierre et corail et des restes de faune consommée. Les sites de Omis Cave et Chelechol ra Orrak auraient commencé à être exploités avant l'arrivée des Européens, tandis que celui de Metuker ra Bisech l'aurait été après les premiers contacts, au début du XVIIIe siècle. La roche exploitée est de la calcite sous forme de spéléothèmes formés dans des abris sous-roche ou des grottes. Le subtrat rocheux calcaire des îles, plus dur, n'a pas été taillé.

### Techniques d'extraction et de transport à terre

Échafaudage pour tailler la monnaie de pierre, site de Ngadarar, île Orrak, Palaos (1909-1910).

Échafaudage et monnaie de pierre en cours d'extraction, île inconnue, Palaos (1909-1910).

L'accès aux fronts de taille escarpés des carrières peut nécessiter la mise en place d’échafaudages. En se fondant sur des observations réalisées sur les sites de taille, Scott Fitzpatrick met en évidence que l'ébauchage des pierres est réalisé sur le rocher, probablement avec des outils lancés tels que des pics, des marteaux ou des marteaux en pierre, des haches et des coins utilisés comme outils lancés pour tailler les bords. Un pic et une hache en fer trouvés sur le site de Metuker ra Bisech conviennent à ces opérations. Ensuite, des gouges et des ciseaux sont employés pour rendre la surface lisse et plate. Il est possible que cela ait été réalisé en œuvrant de haut en bas, ou en faisant des rainures parallèles et en frappant les cannelures ainsi créées avec un ciseau à pointe pour retirer progressivement de petites sections de pierre. Des traces d'outils sur des pierres inachevées à Metuker ra Bisech et à Chelechol ra Orrak indiquent que la pierre n'est qu'ensuite séparée du rocher. D'après Wilhelm Muller, après que la taille ait bien avancée, la surface est décapée avec du feu. Selon Inez de Beauclair, le feu est utilisé pour attendrir la pierre et il est donc recherché un matériau non fissuré et cassant car il éclaterait avec la chaleur. Scott Fitzpatrick ne mentionne pas l'usage du feu. Dans son processus, la surface de la future monnaie est abrasée ou retaillée avec un ciseau en coquillage, en pierre ou en fer, puis la perforation est réalisée. Celle-ci est exécutée, alors que la pierre est posée contre un muret ou une surface rocheuse. D'après Inez de Beauclair, il est employé une herminette en coquillage nommée gi et une pierre de récif mise en mouvement de rotation avec un foret à archet. Le feu peut avoir été utilisé pour attendrir la pierre. L'apparition des outils en fer va faciliter cette étape. La dernière étape de travail est le polissage avec un abrasif peut-être en conjonction avec de l'eau. Selon une tradition orale, avant les premiers contacts avec les Européens, il s'agit de pierre ponce, mais Scott Fitzpatrick pense que d'autres matériaux comme le sable ont pu servir. Durant les temps historiques, des brosses métalliques, du sable ou de la pierre à aiguiser ont dû être utilisés. Des monnaies trouvées à Metuker ra Bisech montrent que les Yapais ont pu obtenir un rendu très fin malgré une pierre à gros cristaux.
Régulièrement, des pierres presque finies se brisent au dernier moment. Assez peu d'exemplaires ont pu être produits en utilisant des outils non métalliques, le travail étant extrêmement long et difficile,. Les pierres taillées avec des moyens rudimentaires mesurent moins de deux mètres et sont grossièrement taillés,. Elles sont transportées à dos d'hommes en passant un tronc en bois dans la perforation centrale. D'après Inez de Beauclair, les pierres acheminées en canoë, sur lesquels elles étaient attachées par une corde, montrent un trou large aux deux extrémités, se rétrécissant vers le centre, alors que celles fixées sur un radeau au moyen d'un poteau les traversant ont un trou cylindrique. Scott Fitzpatrick, en se fondant sur les traditions orales et les récits ethnohistoriques, suppose que les techniques traditionnelles sont remplacées principalement, sinon complètement, dans les années 1700 ou peut-être légèrement plus tôt, par des outils en fer. Un prêtre catholique rapporte en 1900 qu'une légende locale décrit qu'en enfer, les Yapais sont condamnés à briser des pierres aux Palaos. C. Gilliland hésite à interpréter ce témoignage comme une croyance locale de la vie après la mort ou comme le résultat d'un discours d'étrangers chrétiens ayant placé les carriers sous cet aspect afin d'illustrer leur point de vue théologique.

Carrière de monnaie de pierre de Tuhur, Palaos (1909-1910).

Des sondages archéologiques dans la carrière de Metuker ra Bisech ont révélé la présence d'outils en fer. L'un d'eux ressemble à une houe et sa forme suggère une utilisation pour fouiller, fendre ou soulever des pierres. Un deuxième, semblable à une hachette, a pu être employé pour attaquer le calcaire et ébaucher la pierre. Le dernier est un pic peut-être utilisé pour une taille plus précise de la pierre.
L'introduction d'un outillage en fer a permis de produire en plus grande quantité et avec une meilleure précision et qualité de finition. Les pierres sont, en moyenne, devenues de plus grande taille, les plus lourdes ayant été transportées en mer sur des navires de style européen ou chinois, un seul exemplaire à la fois. Les pierres de grandes dimensions et donc d'une masse très élevée ne peuvent plus être transportées à dos d'hommes, mais la perforation centrale des pierres, devenue non fonctionnelle, n'a pas pour autant disparu, par respect d'un processus de fabrication pratiqué pendant des siècles et devenu une convention culturelle. Le trou a été fait plus petit tout en devenant plus régulier et cylindrique en raison de l'emploi d'outils en fer. Les grandes pierres ont pu être transportées enserrées dans des armatures afin de protéger leurs bords et en les tirant sur des rouleaux. Ce trou plus petit permettait le passage d'une chaîne selon Inez de Beauclair.
Parmi les sites étudiés, le site d'Omis Cave, d'une superficie de 780 m2, localisé à proximité immédiate de la mer, et le site de Metuker ra Bisech, qui devait s'étendre sur 2 500 à 3 000 m2, probablement caractéristique des carrières ouvertes à l'intérieur des îles grâce aux nouveaux moyens techniques offerts par l'arrivée des Européens, ont fait l'objet d'observations plus avancées. La carrière du premier a, entre autres, livré un petit muret en décombre de corail et de calcaire, structure souvent observée sur d'autres sites. Ces murets ou monticules sont supposées avoir aidé au soulèvement et au déplacement des monnaies de pierre. Un quai en contrebas de la carrière est constitué de murs de gravats de corail et de calcaire retenant un comblement de fragments de calcaire débité et de morceaux de corail. La carrière de Metuker ra Bisech est située dans un environnement karstique dentelé et topographiquement complexe qui rend nécessaire la construction de plate-formes, de murs de soutènement, de monticules de pierre, pour permettre la circulation et le chargement des pierres, des ouvriers et des fournitures. Ces aménagements devaient être complétés d'armatures enserrant les pierres, de rouleaux en bois, d'échafaudages en bois ou en bambou lorsque la pente est trop raide, couplés peut-être avec des outils en fer tels que des chaînes et des leviers. Le climat tropical n'en a pas permis la conservation, de même que les maisons, mais des photos prises par la Hamburger Südsee-Expedition de 1908-1910 montrent quelques traces d'échafaudages et de quais. Des concentrations de coquillages, de mollusques et de crustacés locaux consommés ont été retrouvés sur les sites mêmes des carrières.

### Transport des pierres en mer
Le retour des pierres aux îles Yap s'effectue soit au moyen d'une embarcation traditionnelle, les pierres sont alors nommées rai no buraeg (les pierres du papillon), soit sur un navire étranger et sont appelées yugu rai, ou rai no barco. Le mot buraeg signifie "papillon" et renvoi à d'anciens récits. Pour un premier, la pêche d'un groupe de pêcheurs yapais n'ayant pas satisfait le chef du village, les hommes décident de mettre le cap sur les Palaos. Leur canoë n'est cependant pas adapté à la haute mer et leur pilote ne possède la magie que de la navigation en lagon. Ce dernier utilise tout de même son humble magie sur un papillon qui, brillant dans la nuit, guide l'embarcation jusqu'à sa destination. Après avoir taillé quelques pierres, leur pirogue n'étant pas appropriée, ils construisent un radeau pour les y fixer et retournent chez eux guidés par le papillon. Ces pierres, données à leur chef, sont les premières à être acheminées en radeau. En se fondant sur ce récit, Scott M. Fitzpatrick pense pouvoir dater l'apparition de l'usage du radeau de moins d'une centaine d'années après les premières extractions. Un deuxième récit rapporte qu'après le retour d'Anagumang, une famille attirée par cet argent de pierre, souhaite aller aux Palaos en chercher. Mais, elle ne maîtrise pas la navigation en haute mer. Son chef parvient à charmer un papillon qui dirige le courant et le vent en direction de leur destination qu'ils atteignent après une demi-lune. Les vingt-quatre hommes taillent douze pierres, les chargent sur un radeau, s'étant aperçu que leurs bateaux ne pouvaient pas les supporter et atteignent leur point de départ après dix jours de mer. Ils les échangent ensuite contre sept champs de taro.
D'après Inez de Beauclair, deux types de canoës de mer ou pirogues, le tsukupin et le popo sont utilisés par les Yapais. L'embarcation est dans un premier temps remplie d'eau pour faciliter le chargement du fret puis l'eau écopée. Le bateau transporte plusieurs petites pierres qui lui sont fixées par des cordes de sennit ou une grosse pierre n'excédant pas 1,5 m de diamètre. En 1960, l'anthropologue David M. Schneider rapporte qu'une flotte de deux à six canoës est envoyée aux Palaos et qu'au retour, pour les grosses pierres, un radeau est fabriqué autour de chaque monnaie traversée par un poteau de bambou, et disposée verticalement de telle sorte qu'une partie de sa circonférence est immergée et sert de quille. Scott M. Fitzpatrick avance que les bateaux comptent un équipage de six à huit personnes à l'aller, mais seulement deux lors du retour aux îles Yap. Dans des conditions météorologiques favorables, le trajet dure cinq jours. Le pilote de chaque bateau fait appel à une puissante magie pour commander le vent, briser les vagues, éloigner les requins et appeler les îles.

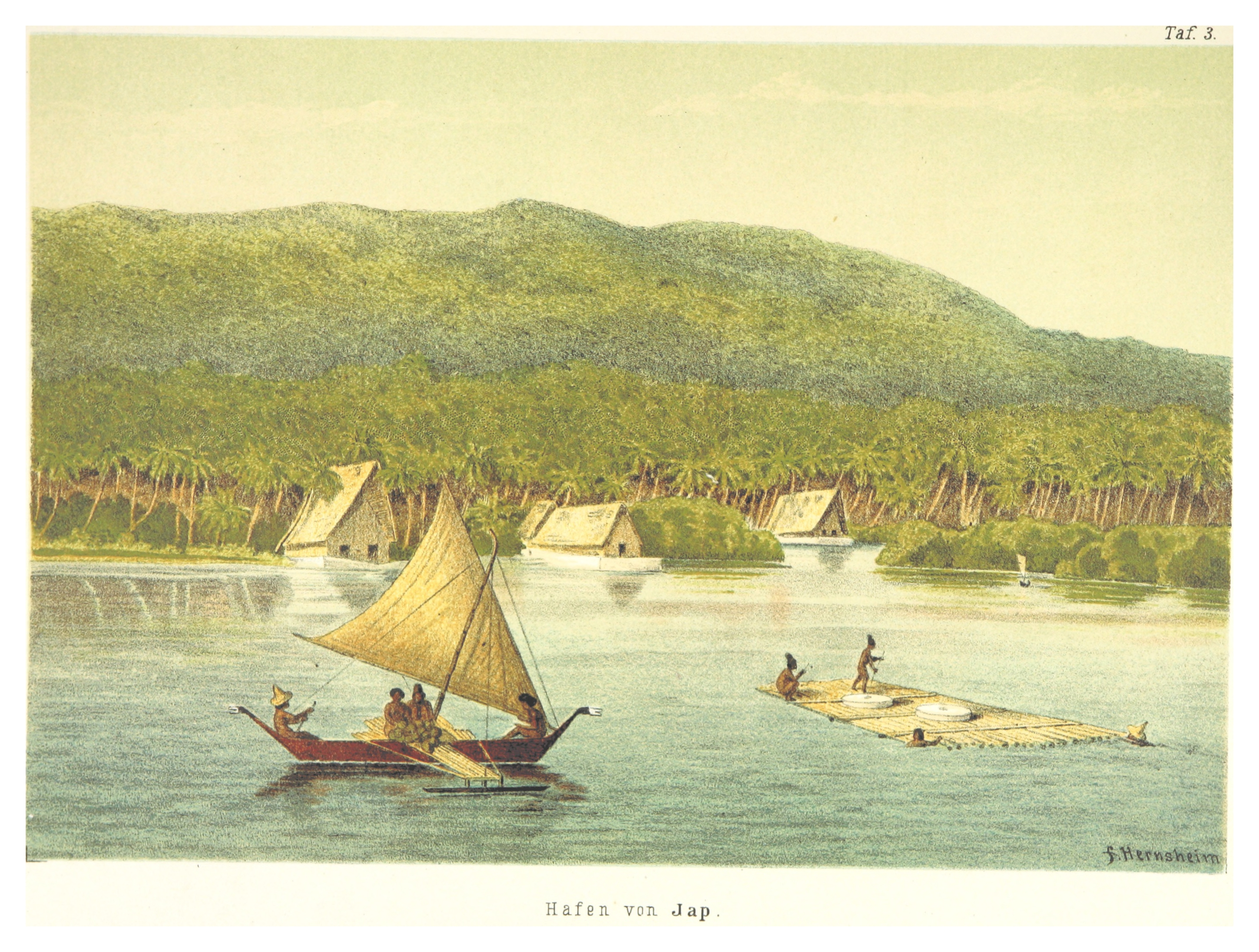
Évocation du transport de monnaies de pierre autour des îles Yap sur un radeau.

La tradition orale yapaise et les légendes rapportent l'utilisation de radeaux en bambou, un matériau facilement disponible mais sujet aux attaques d'animaux marins foreurs, permettant de porter les pierres les plus grosses. Cette embarcation est cependant peu maniable. Laissés à la dérive sur des courants de direction ouest-est, les radeaux sont récupérés à proximité des îles Yap, lorsque retrouvés, par des pirogues à voile à unique balancier puis remorqués,. Beaucoup de pierres disparaissent en mer. Les pirogues ont pu partir depuis le point de départ du radeau, plus lent car très chargé, quelque temps après sa mise à l'eau, à sa poursuite, afin de limiter le temps de voyage et les risques liés à la navigation et notamment la météo. La distance parcourue en tenant compte de la dérive a dû excéder 1 100 km alors que les Palaos et les îles Yap sont éloignées de 400 km en ligne droite,.
En janvier 1960, Robert Halvorsen, administrateur du district de Yap, écrit dans une lettre à destination du directeur du Smithsonian Institution que les pirogues à voile et les radeaux ne peuvent pas transporter de pierres d'un diamètre supérieur à 1,06 ou 1,2 m et que David O'Keefe n'a pris en charge que des pierres jusqu'à 1,8 m. Les pièces d'une dimension supérieure auraient été amenées, après la disparition du commerçant américain, par un navire allemand. Toutefois, en 1883, un bateau anglais transporte une monnaie de 2,85 m. En janvier 1960 et dans une missive au même destinataire, l'anthropologue David M. Schneider pense que les pierres supérieures à 1,2 m de diamètre ont été apportées par des navires étrangers. Les témoignages ethnographiques antérieurs à l'arrivée de Daniel O'Keefe ne mentionnent que des pierres inférieures à 1 m. Toutefois, selon l'archéologue Scott M. Fitzpatrick, les pierres sont attachées, pour le retour aux îles Yap, sur des pirogues à voile pour celles de moins de six pieds, soit 1,8 m de diamètre, sur des radeaux pour les plus grosses. D'après Leslie C. Hazell, en raison de contraintes techniques, sur un radeau, les pierres ne peuvent pas dépasser 2 m de diamètre, soit jusqu'à 2 tonnes, ce qui concorde avec un témoignage ethnographique du tout début du XXe siècle. Les pierres les plus grosses ont été ramenées sur des bateaux de commerce en échange de coprah,. Lorsqu'un bateau était disponible, les personnages des plus hautes castes avaient la priorité pour faire transporter leurs pierres.

## Valeur et utilisation des monnaies de pierre

### Une valeur essentiellement fondée sur l'histoire des pierres

Yapais assis contre une monnaie de pierre ramenée par un bateau européen (1909-1910).

La valeur des pierres résulte de leur histoire depuis leur taille jusqu'au dernier échange effectué. Lors de l'extraction, les monnaies de pierre les plus recherchées sont blanches et laiteuses avec de petits cristaux et striées d'une couleur brun chocolat. Ce sont celles qui ont été les plus difficiles à travailler. Les autres sont ternes, blanc crème ou brun foncé,. La difficulté d'accès à la carrière, les dimensions des pierres, la qualité de leur sculpture et l'absence de l'emploi d'outils en fer, les facilités de transport, et donc les souffrances nécessaires d'autant plus grandes, ajoutent à leur valeur de même que le nombre de personnes blessées ou tuées pendant l'expédition qui les ont ramenées,,,,,. Les plus précieuses sont celles associées à la perte d'une vie. Des cinq pierres taillées dans le quartz sur les îles Yap, l'une d'elles est encore conservée au village de Taeb dans la municipalité de Tamil. Elle est appelée daniyor, c'est-à-dire « la pierre sans larmes », le travail et le transport n'ayant comporté aucun danger. Elle est donc peu appréciée,.
Il est d'usage que des pierres portent des noms individuels. Ces monnaies de premier rang, les rai é ngutscholl, se distinguent des rai é gitsch, les pierres sans nom. Le nom peut être celui du fabricant, provenir des embarcations sur lesquelles elles ont été transportées, des personnes responsables de leur transport. À la fin des années 1880, le naturaliste d'origine polonaise Johann Kubary mentionne une pierre de taille moyenne portant son nom, probablement parce qu'il s'est chargé de son acheminement en bateau jusqu'aux îles Yap. D'autres pierres sont nommées d'après des personnes ayant souffert pour elles, notamment celles ayant perdu la vie. Des Yapais les perçoivent alors aussi comme des monuments commémoratifs. Des monnaies ont également été nommées d'après le chef qui a donné l'ordre ou la permission d'une expédition pour se rendre aux Palaos. Pour les Yapais, les noms sont intimement liés à la terre, que ce soit ceux des hommes morts pour les rapporter et dont ils sont issus, ou ceux des noms des terres de haut rang qui donnent à leur propriétaire le statut de chef, de « voix » de la terre, et qui régissent les échanges. La valeur d'une pierre croît avec le souvenir de ces noms, émanations de la terre. Inversement, les monnaies de pierre peuvent servir à nommer des personnes dont des enfants.
La valeur de la monnaie de pierre découle également des relations de connexions, de réciprocité et de résolution des conflits auxquels elle participe en étant échangée,,. Cette « accumulation de valeurs, fondée d’abord sur la souffrance puis sur les relations matérielles basées sur la terre, donne à la monnaie de pierre yapaise sa signification ultime au sein du yalen u Wa’ab », c'est-à-dire les coutumes et les traditions. La charge symbolique de la monnaie de pierre a conduit à l'instauration de quelques tabous. Un livret du Bureau de l'administrateur du district de Yap exerçant dans le cadre du Territoire sous tutelle des îles du Pacifique explique, en 1966, qu'il est interdit de s'asseoir ou de se tenir debout sur les monnaies de pierre encore levées.
Au début du XXe siècle, les plus petites monnaies de pierre, d'environ 4 cm de diamètre, sont en possession du peuple. Elles sont enfilées sur des cordons et ont peu de valeur. De l'avis de Wilhelm Muller la coutume d'aligner les disques de coquille en tant qu'objets de valeur a pu s'étendre aux monnaies de pierre. À la même époque, il est prohibé aux Yapais de basses castes, soit environ 20 % de la population, de posséder une pierre de plus de quatre paumes de diamètre, soit environ 80 cm,.

### Un système monétaire reposant sur la propriété légale et le don
La monnaie de pierre est utilisée concomitamment avec des monnaies de coquillage ou de rares colliers en dents de baleine, mais elle est le moyen d'échange traditionnel le plus important. La monnaie de pierre n'est pas divisible, malgré les efforts en ce sens des puissances coloniales et notamment des Allemands au début du XXe siècle. Extraite incomplète, elle perd de sa valeur et c'est pourquoi les pièces brisées en cours de taille ou lors du transport au sortir des carrières paluanes n'ont pas fait l'objet d'un recyclage pour en faire de plus petites. Avant l'instauration d'accords entre les Yapais et les Européens pour le transport des pierres, le rai est produit en petites quantités, assurant un « système financier contrôlé » ainsi que l'écrit Alfred Tetens en 1865. Ce système réapparait après la fin de l'extraction massive des monnaies de pierre au début du XXe siècle.
M. L. Berg, en se fondant notamment sur la légende rapportée par Kubary, pense que la monnaie de pierre était extraite par les yapais de Rull et leurs alliés de Tomil, afin de contrer leurs adversaires de Gagil qui se procuraient de la monnaie de coquillage grâce au sawei. Pour Paul Rainbird, cette hypothèse qui verrait les deux communautés majeures des îles Yap s'échanger « des objets de valeur rares contre des objets de valeur rares, dans la perception de chaque partie », reste à démontrer.

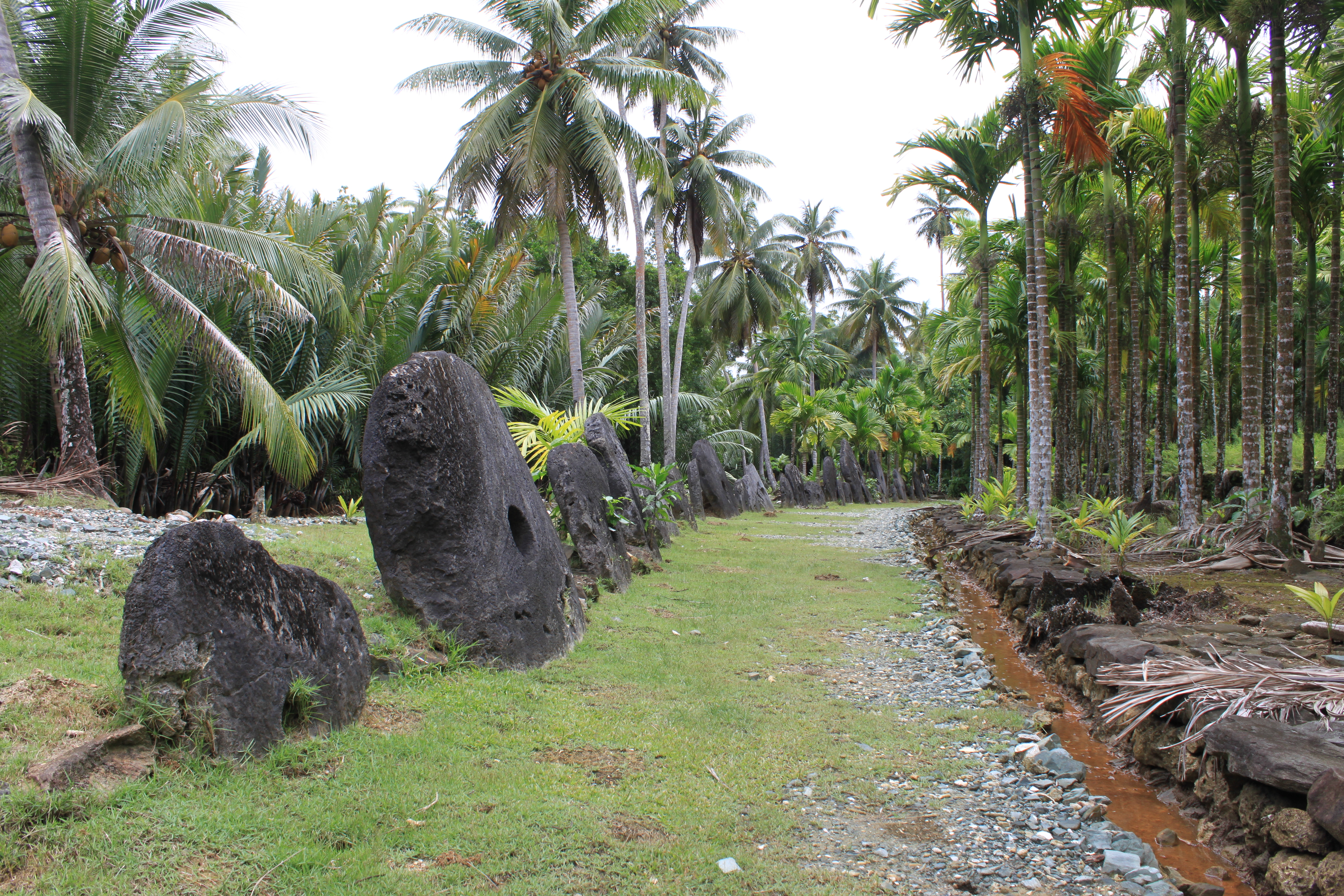
Malal (ou banque) de Yorlap, village de Gal, municipalité de Kanifay, Îles Yap (2014).

Des monnaies de pierre se retrouvent isolées ou en très petits groupes sur toutes les îles Yap. Les plus gros rassemblements sont improprement nommés des banques, dénomination toutefois largement utilisée. D'après Adam Thompson, l'emploi du concept de banque est la conséquence d'une interprétation erronée et excessive de la nature de la monnaie de pierre par les occidentaux. Dans la culture occidentale, l'argent a un rôle prépondérant dans le sens où il est nécessaire d'effectuer un certain nombre de tâches pour l'acquérir, pour ensuite le dépenser, et que sa valeur réside dans l'argent lui-même. Dans la culture yapaise, la valeur de l'argent de pierre réside dans la propriété non pas matérielle mais légale de la pierre,. Nombre de ces pierres ne pouvant être déplacées qu'avec beaucoup de peines ou de risques, elles sont laissées sur place bien que la propriété ait changée,,. Au cours du XIXe siècle, une famille fait transporter depuis les Palaos une très grande monnaie de pierre. Alors que le radeau sur lequel elle est posée, tiré par un bateau traditionnel, arrive dans le lagon, une tempête se déclare et les marins pour sauver leur vie coupent les amarres du radeau qui sombre. La faute n'étant pas imputable aux propriétaires et les témoignages faisant état d'une pierre aux proportions magnifiques et d'une qualité extraordinaire, il est considéré par tous que sa valeur marchande n'est pas affectée et est toujours valable. Une pierre brisée conserve une valeur liée à son histoire.
La propriété d'une monnaie de pierre ne peut être prise comme pourrait l'être un billet de banque trouvé par terre. La propriété peut seulement être donnée et c'est de ce don et des liens sociaux qui sont établis ou réaffirmés à cette occasion que découle la plus grande partie de la valeur de la pierre,. Cette valeur est d'autant plus grande qu'elle est « littéralement calibrée dans la logique culturelle yapaise selon une métrique de la souffrance ». Pour John Lanchester, « l'argent réel n'est pas le fei, mais l'idée de qui possède le fei. Le registre de propriété, conservé dans la mémoire de la communauté, est l'argent ».

### L'utilisation locale des monnaies de pierres

Pierres sur des troncs prêtes à être transportées, peut-être dans le cadre d'une cérémonie (1909-1910).

La monnaie de pierre est utilisée, seule ou accompagnée d'autres biens tels que des monnaies de coquillage, au cours de cérémonies, pour de nombreux usages comme acheter de la nourriture, des produits agricoles, un canoë,,, ou des terres, acquérir des informations, payer un prêt, etc. Elle a été usitée pour racheter le corps d'un proche mort lors d'un combat et récupéré par le village adverse, donnée en compensation à une famille à laquelle a été fait du tort, en réparation d'un vol. Elle sert de paiement pour adopter un enfant né ou à naître, est offerte à une famille pour la remercier des services rendus à la communauté, est employée pour la rémunération de services apportés par un individu ou les gens d'un village. Ainsi, lors de la construction d'une maison des hommes (Faluw), le village d'Onean a offert au village voisin d'Amon une rare monnaie de pierre à deux trous pour les services de gens de basse caste (des milingai) pour préparer et tisser la toiture en pandanus. Des pierres sont données en cadeau aux esprits des ancêtres pour s'attirer leurs bonnes grâces, à la famille d'un futur époux, comme cadeau à un nouveau-né, à un enfant adopté pour assurer ses droits à la successions, aux enfants du premier lit d'une femme remariée pour leur accorder des terres. Des pièces de très haute valeur, « équivalentes à une vie humaine », pouvaient être utilisées dans le cadre d'une cérémonie traditionnelle d'excuses lorsqu'un individu a pris la vie d'un autre.
Quelques rares pierres discoïdes ont deux orifices et sont interprétées pour cette raison comme un symbole féminin. Au début du XXe siècle, une pierre de ce type, aujourd'hui disparue, est localisée dans le village de Taeb (municipalité de Tamil). Elle comporte coincée dans un des trous, une pierre de forme phallique sur laquelle est posée un morceau de corail hémisphérique représentant l'organe sexuel féminin. Lors d'une certaine lune, un magicien prépare à cet endroit une médecine « qui excite les hommes et les femmes ». Les pierres à deux perforations ont été par le passé offertes par un parti en guerre vaincu demandant la paix, ce qui signifie qu'il ne restait plus que des femmes.
Un autre type de monnaie de pierre, dont il n'existe que deux exemplaires, prend la forme de deux disques accolés. D'autres monnaies, installées devant la maison des hommes ou la résidence d'un chef, présentent une succession de gradins depuis le centre vers la périphérie. Appelées galessam, elles sont réservées aux chefs, ou les villages peuvent les attribuer à la maison des hommes lorsque la pêche a été abondante.
Une ou plusieurs monnaies de pierre peuvent également être offertes pour trouver des alliés en période de conflit, lors d'une cérémonie ou d'une fête afin d'exprimer des liens d'amitiés ou manifester des relations de compétition entre villages,,. Elle peut être rendue lors d'une cérémonie postérieure. En effet, selon les circonstances — un mariage, des échanges amicaux entre villages, etc. —, il est attendu que le destinataire rende la pareille, en offrant un cadeau de même valeur — éventuellement la monnaie de pierre précédemment reçue — ou en y ajoutant un supplément,. Ces échanges participent au maintien de l'interdépendance sociale. Sherwood Lingenfelter pense que la compétition dans la recherche du pouvoir entre les chefs les a grandement incités à monter des expéditions pour aller chercher des monnaies de pierre. Ramener et donner de belles et grosses pierres augmente le prestige d'un chef et place le chef en ayant reçues dans une position de redevable.
Selon l'anthropologue Stefan Krause, la monnaie de pierre est un support de pratiques de régénérations symboliques qui produisent le yalen u Wa’ab, et les échanges traduisent l'ancrage des processus économiques au sein des institutions sociales. Dans la plupart des cas, la monnaie de pierre n'est utilisable que dans le cadre de transactions traditionnelles, mais son capital symbolique et culturel est parfois transférable en capital économique, ce que le chercheur interprète comme une résistance des habitants « aux forces du capitalisme de marché qui cherchent naturellement à dissocier les transactions et les échanges de leurs fonctions sociales habituelles ».
Au début du XXIe siècle, pour les transactions concernant des produits modernes, la monnaie utilisée est le dollar américain auquel n'est pas associé de valeur de souffrance et de difficulté,.

### La vente des monnaies de pierre aux étrangers
Selon Cora Lee Gilliland, dès lors que des étrangers se sont intéressés puis impliqués dans des échanges de rai avec les Yapais, la taille est devenue une caractéristique dominante de l'évaluation de la monnaie, les étrangers n'ayant pour la plupart aucune connaissance ni aucun souci de la tradition coutumière et tacite. Des questions d'équivalence apparaissent en conséquence. Par exemple, en 1877, le musée national danois reçoit une pierre de 29 × 24 cm évaluée dix couronnes danoises. Autour de 1880, une monnaie de 28 cm de diamètre vaut 40 marcs. Dans les années 1880, le consul allemand Hernsheim écrit qu'une petite pierre peut acheter la nourriture d'une famille pendant un mois. En 1889, Johann Kubary établit qu'une pierre de trois paumes de large équivaut à un porc. Lors de sa visite des îles Yap, en 1903, selon William Henry Furness, une monnaie de cette dimension permet d'acheter cinquante paniers de nourriture ou un porc de 80 ou 100 livres ou 1000 noix de coco, ou s'échanger contre un coquillage nacré d'une paume et trois doigts de long. Une hache à manche court s'échange contre une monnaie de 50 cm de diamètre.
Pour autant, avec les facilités d'acquisition de monnaies et l'augmentation de leur nombre, la monnaie de pierre se déprécie lors des échanges avec les Européens : une pièce d'environ une paume de large est évaluée 1,5 florins néerlandais en 1896, à 3 marcs en 1908-1910, à 2 marcs en 1912. Une monnaie de 68 cm de diamètre est achetée 5 yens par un Japonais dans la même décennie. Pourtant, les Yapais évaluent à 500 yens une pierre de 85 cm de diamètre offerte par un chef au ministre japonais de la Marine.
Les Yapais se sont adaptés à l'économie des étrangers et au concept d'une économie monétaire avec des valeurs fixes. Dans les années 1950 et au début des années 1960, 25 $ est une valeur souvent citée. C'est le tarif, par acre et par an, de la location des terres pour l'administration du Territoire sous tutelle des îles du Pacifique, le prix des dommages et intérêts demandés par les insulaires pour chaque cocotier abattu par les étrangers. D'une manière générale, c'est le prix convenable dans le cadre des relations avec les étrangers. 25 $ par pied de diamètre est par conséquent le coût demandé pour les pierres acquises sur les îles Yap par ceux-ci. En 1960, une monnaie de pierre de 1,525 m (5 pieds) est ainsi vendue 125 $ en 1960 par un Yapais à la Banque nationale de Détroit. La propriété de cet objet est cependant revendiquée par un de ses compatriotes qui en demande le retour ou l'argent reçu. L'enquête qui s'ensuit en 1961 permet de retracer la totalité de l'histoire de la monnaie depuis les noms de ceux qui l'ont extraite, peut-être entre 1875 et 1885, jusqu'au dernier des six propriétaires individuels ou collectifs successifs, le contexte et la nature des échanges au sein desquels a pris place la monnaie.
Progressivement, toutefois, les Yapais ont changé d’attitude. Le nombre de pierres quittant les îles Yap a augmenté après la levée des restrictions à l'entrée d'étrangers dans la région en 1963. Les Yapais ont également appris de leurs relations avec les Américains et de leur économie, se sont sensibilisés à la valeur du rai pour les étrangers et au danger de l'exportation massive. En 1962, lorsque la Smithsonian Institution cherche à acquérir des pierres pour le Musée national d'histoire naturelle des États-Unis, dans un premier temps, un conseil de chefs yapais convient d'un prix à 25 $ le pied de diamètre quelles que soient les caractéristiques et l'histoire des pierres. Toutefois, une visite de plusieurs d'entre eux dans un musée à Koror, aux Palaos, où ils voient deux monnaies paluannes étiquetées 5 000 $, leur font augmenter leurs prétentions. Il est exigé 2 500 $ d'une pierre antérieure à l'arrivée des Européens.
À l'automne 1965, le Congrès du district de Yap adopte la résolution n°10-65 qui instaure le prélèvement d'une taxe sur le transfert des fonds traditionnels yapais. Un document de transfert de propriété doit être obtenu si un citoyen du Territoire sous tutelle vend ou donne des sommes traditionnelles yapaises à tout établissement commercial ou à toute personne qui n'est pas citoyen du Territoire sous tutelle. La taxe est de 50 % pour une vente, de 25 % sur la valeur estimée pour un cadeau. Une amende de 500 $ est infligée aux contrevenants. Auparavant, selon le code du district, un titre de transfert de propriété seul suffisait. De nombreuses fraudes ont tout de même lieu. En avril 1965, le prix est de 2,09 $ le pouce, équivalent à 25 $ le pied. En 1966, le Congrès fixe un prix de 3,75 $ le pouce. Il est de 3,5 $ le pouce en 1975.
Avant 2001, l'exportation des monnaies traditionnelles aurait été rendue impossible par la législation de l’État de Yap.

## Emplacement des monnaies de pierre

Emplacements des sept principaux malal sur les îles Yap.

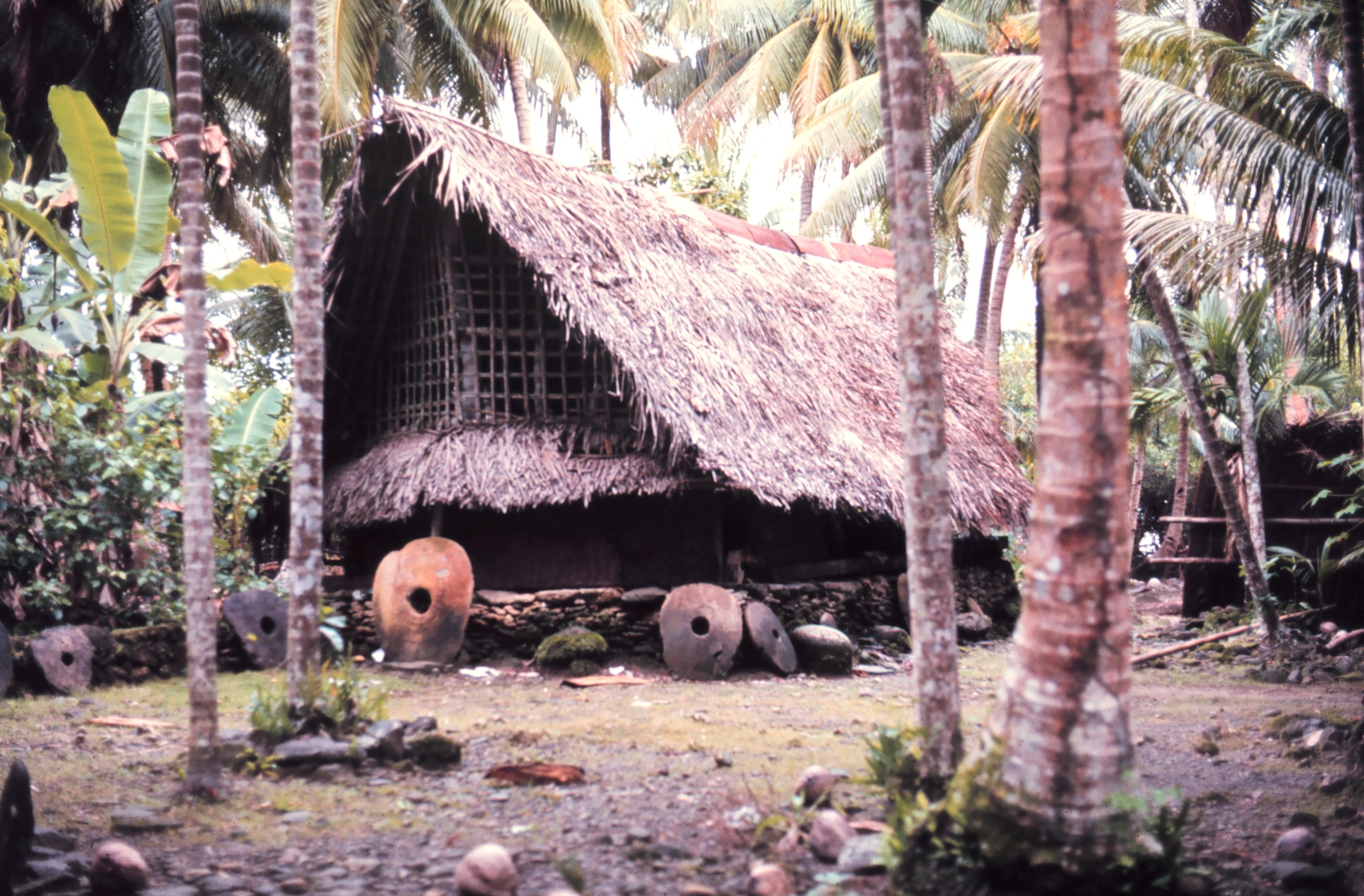
Maison des hommes âgés de Yorlap (village de Gal', municipalité de Kanifay) avec des monnaies de pierre (1971).

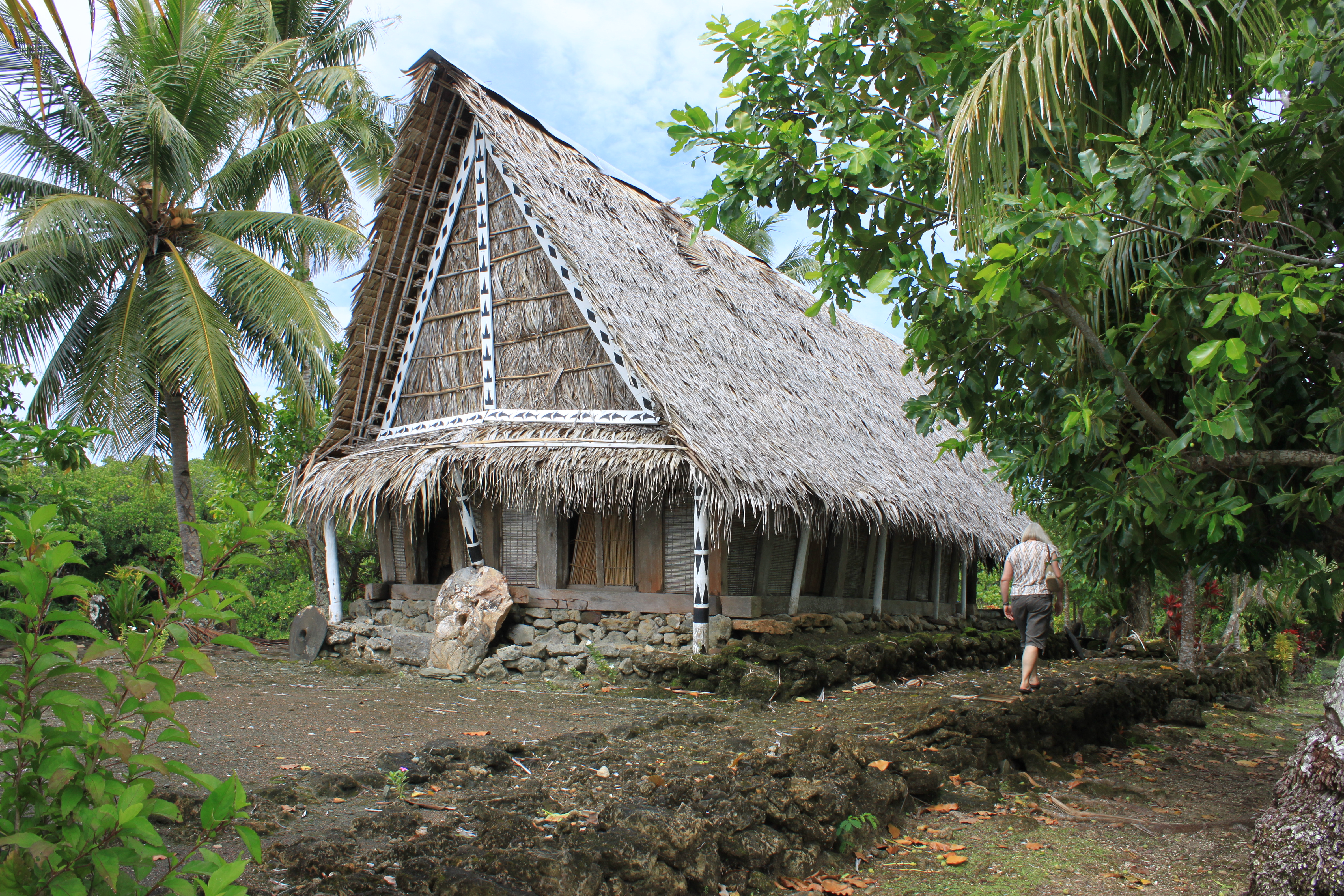
Maison des hommes de Yorlap (village de Gal', municipalité de Kanifay).

Les plus petites monnaies de pierre sont conservées dans les maisons. Les plus grandes sont adossées aux fondations de bâtiments, flanquent les sentiers des villages ou les plates-formes des maisons communautaires. Nombre de monnaies de pierre sont disposées aux extrémités triangulaires des maisons des hommes âgés (Pebaey), maisons communautaires qui parsèment les îles Yap. Les pierres y ont à la fois un rôle décoratif et servent de dossier aux chefs. Nombre d'entre elles, notamment certaines des plus grandes et avec le plus de valeur, sont établies, devant la maison des hommes âgés, en bordure de terrains appelés malal destinés à la pratique de la danse, aux échanges de cadeaux entre les villages et aux réunions de chefs de village,,. Selon Adam Thompson, les monnaies de pierres ont été à l'origine ramenées des Palaos pour servir à l'expression de l'honneur dû aux chefs qui viennent sur le malal. En cet endroit, assis contre des dossiers en pierre verticaux attitrés à leur titre, ils reçoivent des cadeaux, assistent à des fêtes ou à des réunions rassemblant les chefs de différents villages et les prêtres dotés de capacités magiques devant donner suite à leurs demandes : déclencher la guerre, lancer des sorts de caste et voir sur de grandes distances. Adam Thompson rapproche sur ce point les dossiers des malal des dossiers des marae de Polynésie orientale, zone sacrée où les chefs s'asseyaient et discutaient des événements du village.
Au début du XXIe siècle, plus souvent qu'avant, les plus petites pierres sont retirées du malal et placées devant la maison familiale, ceci afin de contourner l’étiquette complexe en matière d’autorisation qui doit être demandée aux différents chefs qui surveillent le malal. Ces pierres sont un signe de prestige et peuvent servir de dossier aux hommes âgés de la famille.
Les sept principaux rassemblements de monnaies de pierre des îles Yap sont inscrits sur la « liste indicative » de l'UNESCO depuis 2004 en vue de devenir un site du patrimoine mondial de l'UNESCO. Certains, comme Daed et Fanekan, sont situés à côté de la maison des hommes (Faluw) des villages de Riken (municipalité de Gagil) et Fanekan (municipalité de Tomil) qui paraissent être des villages de statut inférieur. Fanekan semble être le plus récent puisque vraisemblablement construit pendant l'occupation japonaise du Mandat des îles du Pacifique. Le groupe de Falow est éloigné de toute construction du village de Gilfith (municipalité de Fanif), tandis que celui de Guywar est proche à la fois de la maison des hommes et de la maison communautaire du village de Riy (municipalité de Rumung). D'autres rassemblements comme Yorlap, Mangyol et Diyagil, sont adjacents à la maison communautaire des villages de Gal' (municipalité de Kanifay), Makiy (municipalité de Gagil) et Malay (municipalité de Kanifay) et jouissent tous d'un statut élevé.
La plus grande concentration intacte de pierres est la « banque d'argent de pierre de Mangyol », dans le village de Makiy dans la commune de Gagil. Il consiste en un rassemblement de 71 pierres divisées en deux files se croisant en leur milieu, l'une de direction nord-sud traditionnellement appelée Bleyrach, l'autre d'est en ouest nommée Mangyol, dénomination communément utilisée pour désigner l'ensemble. D'après le journaliste Bill Jaynes, Bleyrach serait l'une des sept "banques" originales dont l'aménagement aurait été désigné par les esprits dans les temps préhistoriques. Mangyol aurait été construit avant l'arrivée des espagnols dans la région au XVIe siècle. Le lieu est un important centre de pouvoir ainsi que l'indique un grand nombre de dossiers témoignant des liens intenses maintenus avec de nombreux villages.

## Les monnaies de pierre en tant que symbole de la culture yapaise

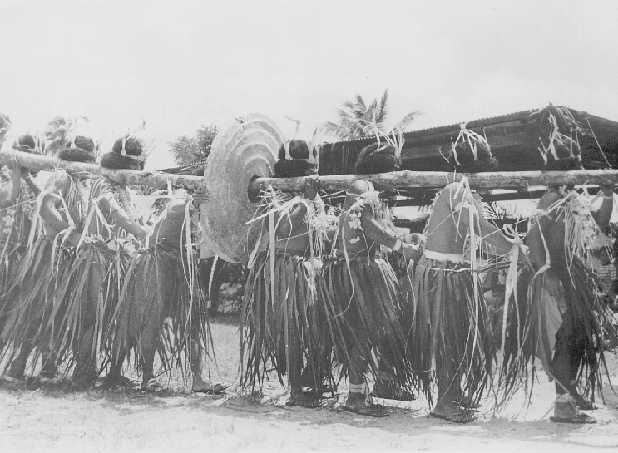
Présentation d'une monnaie de pierre lors de la déclaration d'indépendance des États fédérés de Micronésie en 1978.

Les monnaies de pierre sont l'un des aspects culturels les plus connus des visiteurs étrangers abordant les îles Yap. Sur place, elles sont un symbole culturel fort et sont ainsi représentées sur les plaques d'immatriculation des véhicules, sur le sceau de l’État ou bien encore sur le logo des Jeux de la Micronésie de 2018 qui se sont déroulés sur les îles Yap. Des exemplaires sont présentés dans un malal reconstitué au Yap state living history museum à Colonia. La manifestation du Yap day est souvent ouverte avec la reconstitution du remorquage par des canoës et des radeaux d'une monnaie de pierre, amenée sur le rivage, puis présentée cérémonieusement à un chef.

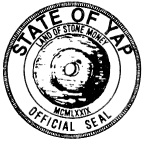
Sceau de l'État de yap.
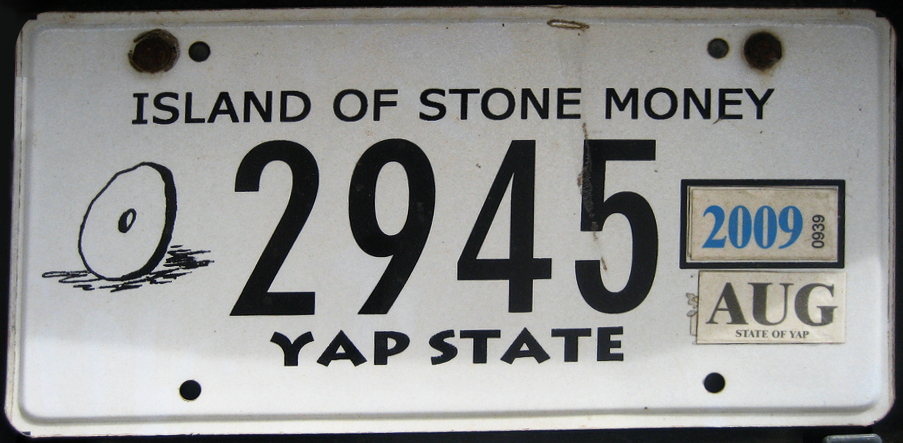
Plaque d’immatriculation de l'État de yap.
Logo des Jeux de la Micronésie de 2018.

## La monnaie de pierre dans les théories économiques
L'exemple de la monnaie de pierre, jugé semblable ou différent de nombre de systèmes monétaires, est utilisé par les économistes dans le cadre de réflexions théoriques et philosophiques sur la monnaie.

### La monnaie de pierre: une monnaie?
L’applicabilité du terme monnaie au rai a été remis en cause par quelques anthropologues. En 1940, Melville Herskovits rejette l’applicabilité de ce terme. En 1976, dans une lettre incendiaire sur les travaux de l'historienne Cora Lee Gilliland, qui vit aux îles Yap, David Schneider fait de même sans argumenter. En 1980, William Lessa partage l'avis de ses deux prédécesseurs et compare la monnaie de pierre au diamant qui n'est pas considéré comme une monnaie. Ce débat a opposé les tenants d'une définition étroite du terme monnaie à ceux l'employant avec une définition plus large tels que Cora Lee Gilliland et Paul Einzig,,,. D'une manière générale, le rai est considéré comme une monnaie par les voyageurs et scientifiques l'ayant étudié de la fin du XIXe siècle au début du XXIe siècle.

### La monnaie de pierre: un exemple de monnaie fiduciaire sans actif?

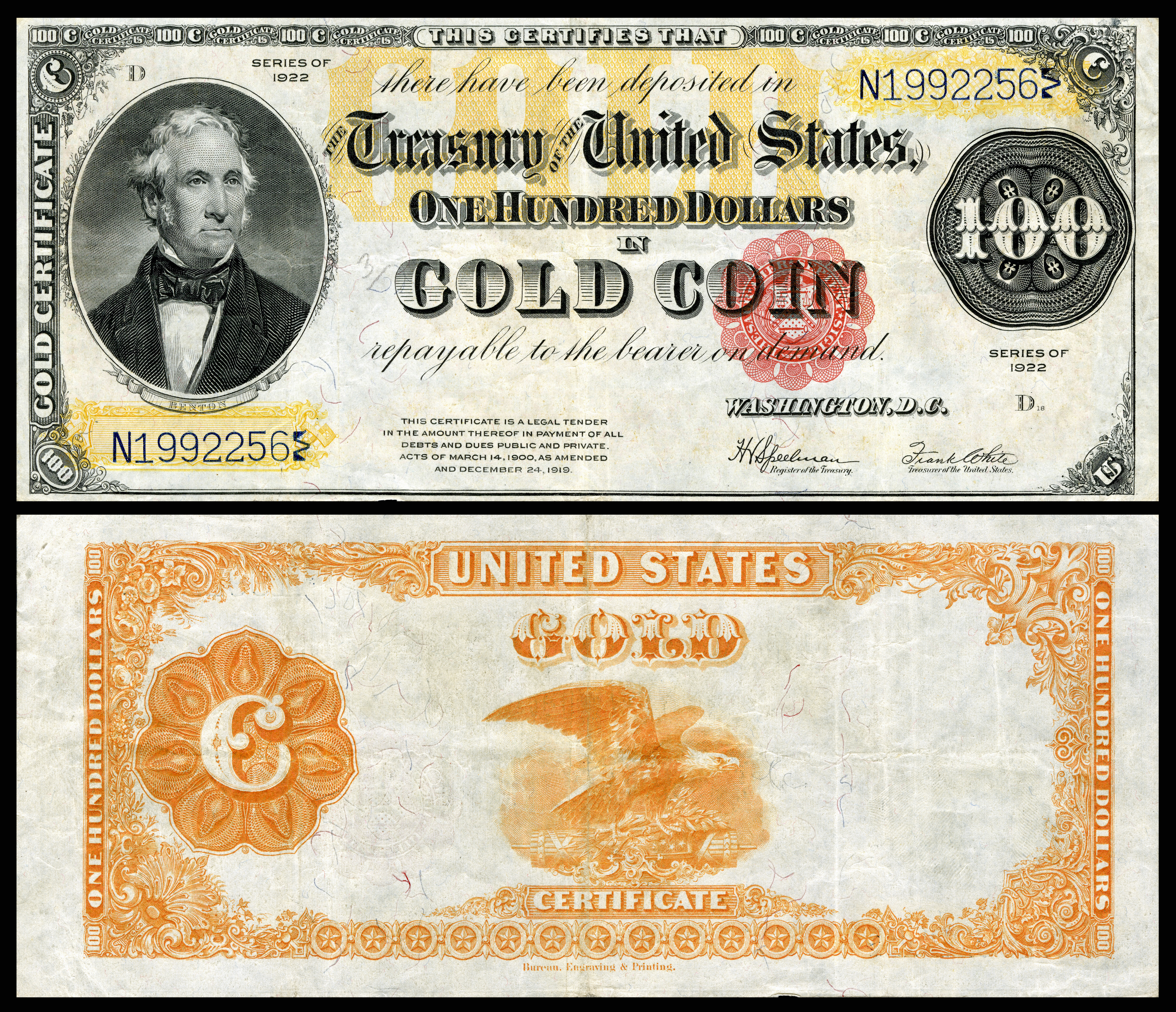
Certificat-or américain de 100 dollars émis en 1922 par le Département du Trésor des États-Unis : « Ce billet certifie qu'il a été déposé au Trésor des États-Unis la somme de 100 dollars en pièces d'or payable au porteur sur demande. »

En 1910, l'anthropologue William Henry Furness, commentant le fait qu'une monnaie de pierre échangée ne change pas de place et peut donc rester contre la maison de son propriétaire initial, constate que le pouvoir d'achat de la pierre ne varie pas, tout comme celui de l'or inactif amassé par un avare du Moyen Âge ou les métaux précieux empilés dans le Trésor de la banque centrale américaine, mais commercialisés de par la force de certificats imprimés indiquant qu'ils sont détenus, c'est l'étalon-or. Pour l'écrivain et homme politique anglais Norman Angell, l'épisode de la monnaie de pierre engloutie mais toujours valable, peut être perçu comme une parodie de l'étalon-or. En 1930, John Maynard Keynes note que les banques centrales ont cessé de transférer de l'or dans les coffres des autres, préférant plutôt que leur or soit marqué, c'est-dire voir sa propriété changer sans changer le lieu. L'économiste juge que la monnaie passe d'un système fondé sur un support matériel — l'or, par exemple — à une monnaie dépourvue d'un lien avec des actifs. Il réalise le parallèle avec la monnaie de pierre qu'il pense appartenir à ce dernier système,.

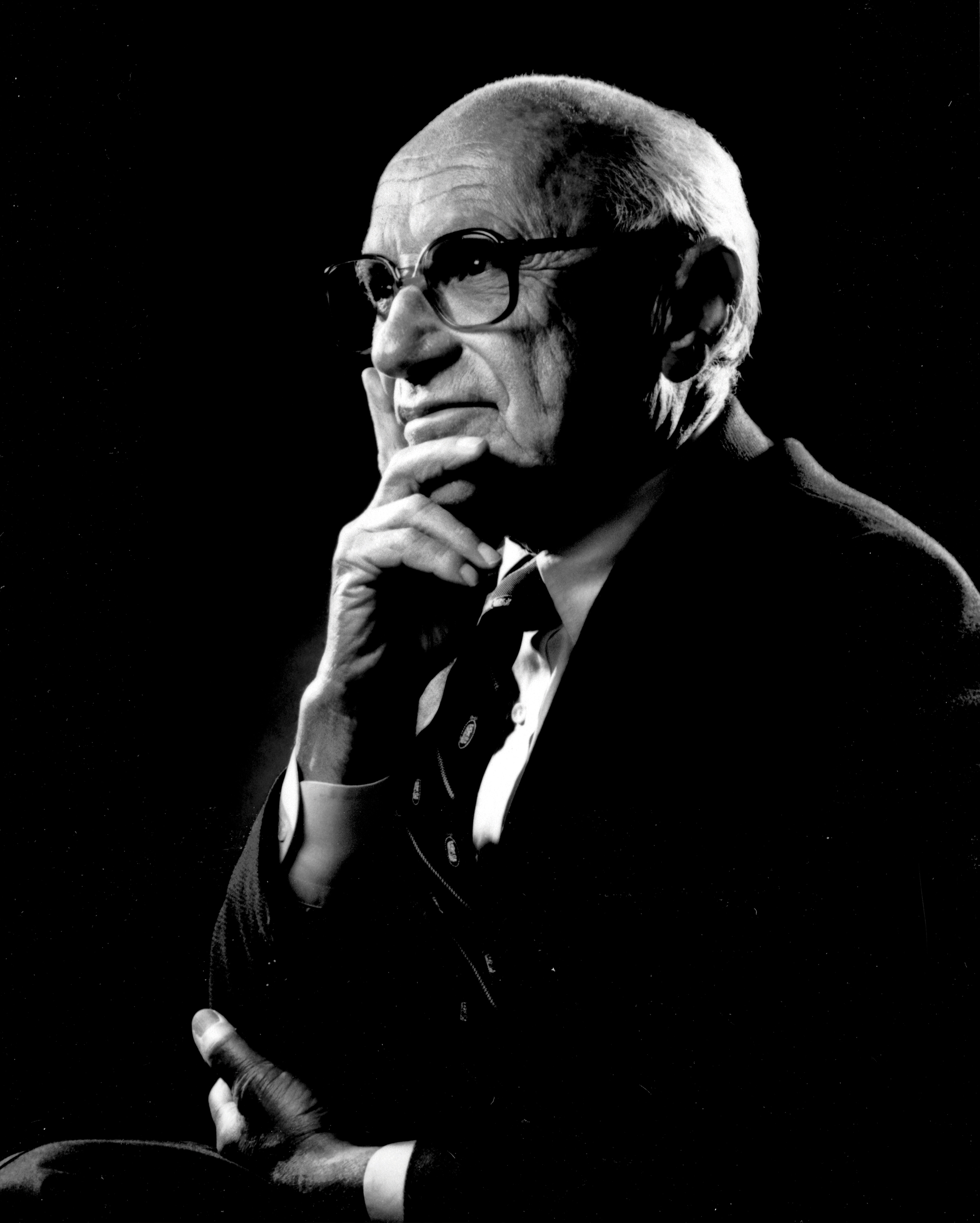
Portrait de Milton Friedman.

Au début des années 1990, s'appuyant sur l'épisode de la monnaie de pierre immergée, James Tobin et Milton Friedman reprennent cette même idée. D'après ce dernier, la croyance en la réalité incontestée de la valeur de l'or qui a prévalu dans les pays occidentaux en l'étalon-or n'est pas différente ni plus rationnelle que celle des Yapais en la monnaie de pierre. Le récit yapais est à nouveau employé par Gregory Mankiw, pour qui, toutefois, la monnaie de pierre se situe entre la monnaie fiduciaire et la monnaie de commodité.
Dans la continuité de la plupart de leurs prédécesseurs, des économistes comme Gary Smith et Willem Buiter ne voient dans la monnaie de pierre qu'une monnaie fiduciaire sans valeur intrinsèque, c'est-à-dire un simple moyen d'échange accepté en tant que tel par la loi ou la tradition, contrairement, par exemple, à l'or ou au bétail qui peuvent s'échanger pour eux-mêmes,.
En 2005, Dror Goldberg dénie l'existence de monnaies fiduciaires sans actif et rappelle que les monnaies de pierre ont une valeur pour elles-mêmes. Elles sont appréciées pour leurs qualités esthétiques, lesquelles sont prises en compte dans leur valeur, les plus petites ont peut-être été utilisées comme bijou, elles ont été utilisées comme "trône" et elles ont une valeur religieuse. Enfin, reprenant l'épisode de la monnaie engloutie, il constate qu'il n'existe aucune preuve que cette monnaie ait été échangée hors du cercle familial de son propriétaire d'origine.

### La monnaie de pierre pour remettre en cause les certitudes
L'économiste Félix Martin interprète la monnaie de pierre comme une preuve démystifiant les théories standards selon lesquelles l'argent a évolué à partir de sociétés frustrées par les limites évidentes du troc. Il eut été en effet plus facile de simplement échanger des biens que de devoir se procurer des monnaies de pierre pour faire ces échanges. Pour Félix Martin, un consensus émerge parmi les anthropologues sur le fait qu'il n'y a guère de preuves qu'une société ait jamais compté que sur le troc, au contraire de ce qui était communément admis. Il soutient que la monnaie de pierre doit faire évoluer la réflexion sur ce qu'est réellement l'argent. Il ne serait finalement pas quelque chose de tangible basé sur des métaux précieux, mais une technologie sociale, un ensemble d'idées et de pratiques pour organiser la société.
Pour les économistes Ian Harris et Michael Mainelli, la monnaie de pierre incite à réfléchir sur la théorie de la valeur du travail. Selon Noam Yuran, le rapprochement entre monnaie de pierre et étalon-or réalisé par Milton Friedman permet de comprendre que l'histoire de la monnaie est un objet historique bien plus complexe que ce qui était auparavant perçu, que le système monétaire fiduciaire n'est pas aussi transparent que cru et qu'il contient une dose de non savoir, peut-être de vieilles superstitions. Enfin, la monnaie fiduciaire comporte une forme de matérialité héritière de son histoire.

### La monnaie de pierre comme antécédent du Bitcoin
En 2014, l'économiste Dominic Frisby développe l'idée que le rai et le Bitcoin présentent beaucoup de points communs et que le premier est un précurseur du second. La monnaie de pierre reste en place et le Bitcoin reste sur internet, les deux monnaies comportent un système d'enregistrement de propriété, pour l'un dans la mémoire des populations, pour l'autre dans le réseau.
Ce rapprochement entre Bitcoin et monnaie de pierre est considérablement développé par Scott M. Fitzpatrick et Stephen McKeon. Ils proposent que le ou les créateurs de la monnaie électronique, connus sous le nom de Satoshi Nakamoto, ont pu être inspirés par l'exemple de la monnaie de pierre.
Parmi les points communs, ils notent que l'offre de nouvelles monnaies est limitée dans le premier cas numériquement, dans le deuxième cas par les moyens physiques (déplacement nécessaire et travail manuel) et humains (négociations avec les Paluans). Contrairement à une monnaie fiduciaire où une banque centrale gère l'accroissement de la monnaie, l'expansion de ces deux monnaies est uniquement gérée par la contribution du travail, des calculs mathématiques pour le premier, un travail manuel pour le second, et la récompense qui en est retirée. Les « mineurs » de Bitcoins récupèrent une petite quantité de Bitcoin, les Yapais reçoivent une pierre, des biens ou un statut plus élevé dans la société. D'autres rapprochements sont possibles. Les Bitcoins nécessitent d'immenses capacités de calculs, l'approvisionnement en monnaies de pierre des moyens humains considérables. La monnaie électronique est échangée sans intermédiaire et cet échange est enregistré par la totalité du réseau, le rai est également échangé directement, oralement pour la connaissance de tous, et dans le cadre de cérémonies ou d'évènements publics. Par sa structuration, l'historique des transactions des Bitcoins est enregistré par le réseau, fait l'objet de multiples copies et est inviolable. Dans les îles Yap, l'histoire des transactions des monnaies de pierre est connue de la communauté et répété de génération en génération. Enfin, les deux monnaies ne nécessitent pas une possession physique, car l'une est immatérielle, l'autre n'est qu'assez rarement déplaçable, et elles sont également limitées dans leur volume de transaction. En effet, la structure du Bitcoin limite le nombre de transactions pouvant être traité et une augmentation massive de la population yapaise rendrait inopérante, du fait de contraintes cognitives, la capacité orale d'enregistrement des échanges en monnaies de pierre.
A contrario, Scott M. Fitzpatrick et Stephen McKeon mettent en avant que le Bitcoin est divisible alors que la monnaie de pierre ne l'est pas et doit rester entière pour conserver sa valeur. De même, la distribution des nouvelles unités monétaires est réalisée différemment : les « mineurs » récupèrent la totalité de l'argent créé alors que les carriers yapais ne perçoivent qu'une partie du résultat de leur travail. Les propriétaires de Bitcoin peuvent rester sous pseudonymat alors que l'identité de ceux de monnaie de pierre est connue de tous et est requise pour maintenir la transparence et la sécurité. Les Bitcoins sont interchangeables car identiques, ce qui n'est pas le cas des monnaies de pierre qui diffèrent entre elles par de nombreux aspects. Enfin, la monnaie de pierre a, par le passé, été soumise à une forte inflation et à des saisies, alors que le Bitcoin ne peut connaître qu'une inflation limitée et est plutôt bien protégé des confiscations.

### Note
1. ↑  Le toponyme Railmig n'a pas pu être rapproché d'une dénomination récente.
2. ↑  Au début des années 2000, en rapportant l'existence de cette pierre, Scott M. Fitzpatrick écrit qu'elle est un exemple rare de monnaie extraite des Palaos et pour laquelle aucun homme n'a perdu la vie, ce pourquoi elle est hautement prisée[F 5].
3. ↑  Keynes attribue par erreur la monnaie de pierre aux îles Russell.